# 音楽隊 (陸上自衛隊)

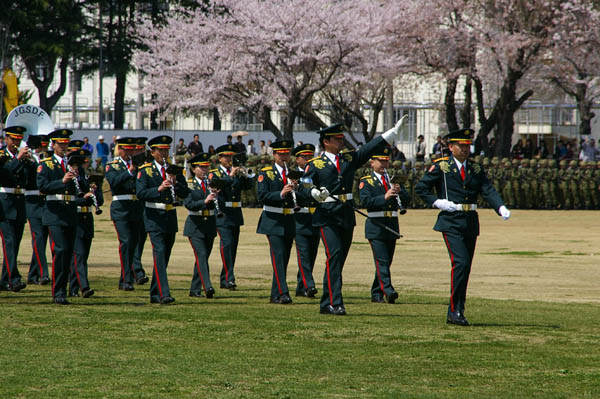
中央音楽隊（2008年4月）

音楽隊（おんがくたい）は、諸外国の軍楽隊に相当する陸上自衛隊の部隊である。陸上自衛隊の職種の一つである「音楽科」（おんがくか、英: Band）の隊員で編成され、音楽演奏を主な任務とする。同様に海上自衛隊と航空自衛隊にも、それぞれ音楽隊が編成されている。

## 解説

### 任務

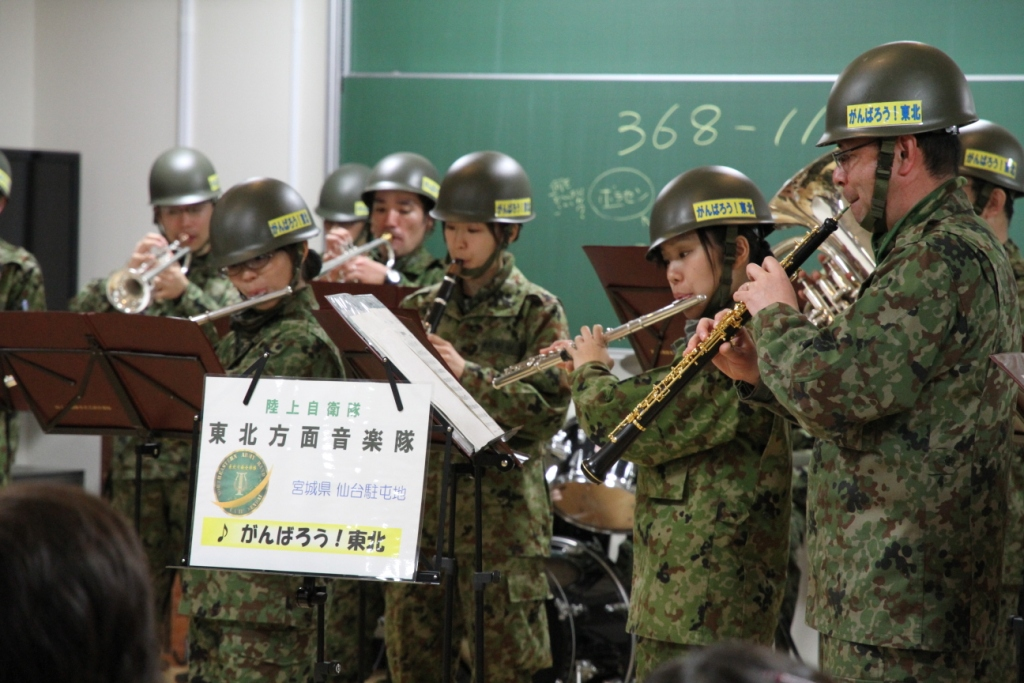
東日本大震災における被災者慰問演奏
（東北方面音楽隊、2011年3月29日）

陸上自衛隊音楽隊の任務は次のとおりである。
1. 隊員の士気高揚のための演奏
2. 儀式のための演奏
3. 広報のための演奏
4. 必要に応じ、指揮所の警備

### 編成
陸上自衛隊には次の21隊の音楽隊があり、各隊の合計で約950名の演奏者が所属する。
中央音楽隊
防衛大臣直轄。英語名称は「JGSDF Central Band」。
方面音楽隊 （5隊）
各方面総監直轄。各隊の名称は「陸上自衛隊○○方面音楽隊（JGSDF ○○ Army Band）」。
師団・旅団の音楽隊（15隊）
各師団・旅団長直轄。各隊の名称は「陸上自衛隊第○音楽隊（JGSDF ○th Band）」。
祭事やオリンピックなどの大規模な行事の際は、複数の音楽隊の合同編制となる場合もある。これら以外で音楽隊を名乗るもの（「○○駐屯地音楽隊」など）は隊員の課外活動であり、音楽演奏を主な任務としている音楽科の部隊ではない。

### 装備・制服

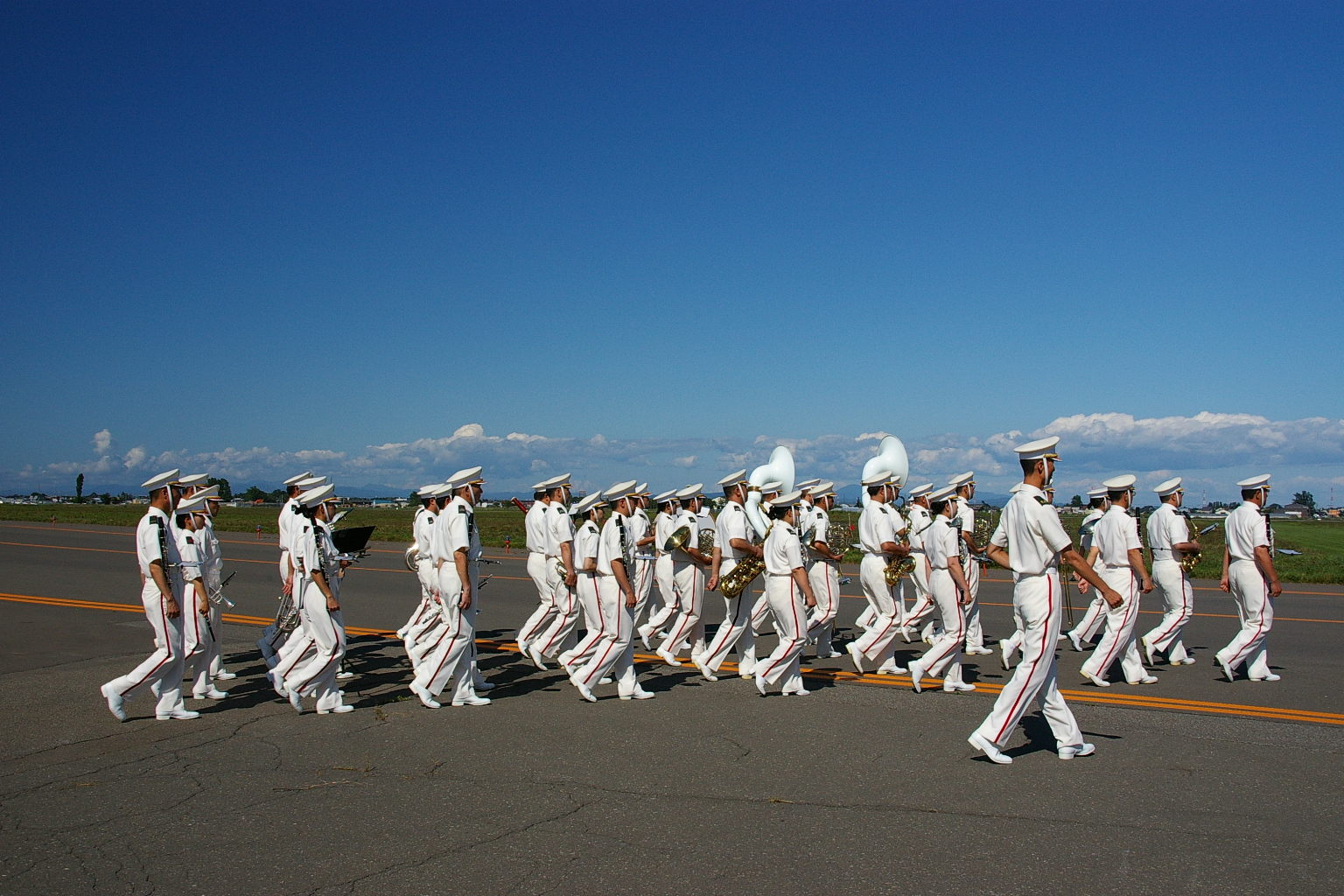
通常演奏服装第2種夏服
（北部方面音楽隊、2008年9月）

主な装備品は楽器・人員輸送車等。音楽科の隊種標識の色は藍。職種徽章は、リラ（古代メソポタミア・エジプト・ギリシアなどで用いられた竪琴）の下部に桜星を配し、外側を円で囲ったもの。音楽隊の隊旗の意匠は、桜色の地色に濃黄の帽章、紺青の横線。
音楽科隊員の演奏時の制服は、別途定められており、階級章も装飾の付いた特別なものが用いられる。

### 隊員の処遇

#### 採用
音楽隊員になるためには、自衛官採用試験に合格するだけでなく、各音楽隊で実施される部隊説明会で実技を行う必要がある。音楽隊員になることができる自衛官採用試験の区分は、自衛官候補生、一般曹候補生および一般幹部候補生である。自衛官候補生と一般曹候補生は入隊後、採用区分別に、戦闘訓練など自衛官としての基礎教育を3か月間、一般隊員とともに教育隊で受ける。一般幹部候補生は、将来の隊長候補たる幹部自衛官（管理職としての業務の他、演奏では指揮者を務める）に必要な知識と技能を身につけるために、陸上自衛隊幹部候補生学校で約10か月間の教育訓練を受ける。その後、中央音楽隊において音楽科教育を受け、修了後に各音楽隊へ配属される。
例年、300人程度の受験者の中から、陸上自衛隊音楽隊全体で30～40人程度が採用される。採用者のほとんどは音楽大学・音楽短期大学および音楽専門学校の出身者である。
幹部候補生は外部からの新規採用の他、音楽隊内の陸曹から昇進するコースもある。この場合は演奏者としては引退となる。

#### 教育
陸上自衛隊では、すべての音楽隊員が理論と演奏の初・中・上級教育を受けるほか、編曲法、ドリルコンテ作成、音響機材操作など専門実務の教育も行っており、音楽隊員に対して次の教育課程がある。
| 課程名                         | 期間       |
| ------------------------------ | ---------- |
| 音楽科初級幹部集合教育         | 12週       |
| 上級陸曹特技課程「楽手長」     | 10週       |
| 初級陸曹特技課程「音楽」       | 18週       |
| 一般陸曹候補生課程後期「音楽」 | 13週       |
| 新隊員特技課程「音楽」         | 13週       |
| 陸士初級音楽集合教育           | 10週・隔年 |

また、これら内部教育に加えて、幹部自衛官には武蔵野音楽大学と東京芸術大学での研修制度もあり、それぞれ1年間、指揮や作曲などの教育を受ける。

#### 日常の業務
日々の訓練においては演奏訓練が主体であるが、自衛隊員として共通の訓練や体力錬成も行う。
通常の楽団では裏方に相当する業務、すなわち演奏会の企画などの事務作業から、車両の運転やステージの設営に至るまで、演奏者である音楽隊員が分担して行う。また、陸上自衛隊の他の職種と同様に当直勤務や駐屯地の警衛（24時間の警備勤務）も行う。音楽の前に自衛官としての任務が優先されるため、警衛勤務の直後に演奏会本番に臨むこともある。

#### 定年
自衛隊の多くの職種では、1等陸佐以下の階級の者の定年は60歳未満（2曹・3曹の55歳から1佐の58歳まで4段階）であるが、音楽の職務にたずさわる自衛官の定年は、階級にかかわらず60歳と定められている。そのため他の職種よりも、一つの階級での勤務期間が長くなる傾向がある。

## 陸上自衛隊中央音楽隊
陸上自衛隊中央音楽隊（りくじょうじえいたいちゅうおうおんがくたい）は、陸上自衛隊朝霞駐屯地（東京都練馬区）に駐屯する音楽科部隊で防衛大臣直轄部隊の一つである。
- 概要　　：音楽科要員の教育を担当するための「教育科」が設けられているため、隊編制ではあるが各職種学校と同等の扱いを受けている。国賓等に対する「特別儀仗演奏」の任務を与えられている日本で唯一の音楽隊であり[15][16]、また、日本を代表する吹奏楽団を称する[8]。年間90回ほどの特別儀仗演奏も含めて、年間190回ほどの演奏を行っている[11]。陸上自衛隊の他の音楽隊とは異なり、警備の任務は課せられていない[11]。

- 改編部隊：保安隊音楽隊
- 創設　　：1954年（昭和29年）9月10日
- 編成地　：練馬駐屯地
- 隊旗　　：群旗（音楽科の旗の色は2010年（平成22年）4月以降）
- 部隊表示：中音
- 編成　　：各陸上自衛隊音楽隊から選抜された約100名（うち、演奏者は約70名）の隊員で編成されている[16]。
- 駐屯地　：

1. 練馬駐屯地：1954年（昭和29年）9月10日から
2. 芝浦駐屯地：1957年（昭和32年）8月27日から
3. 朝霞駐屯地：1978年（昭和53年）3月25日から

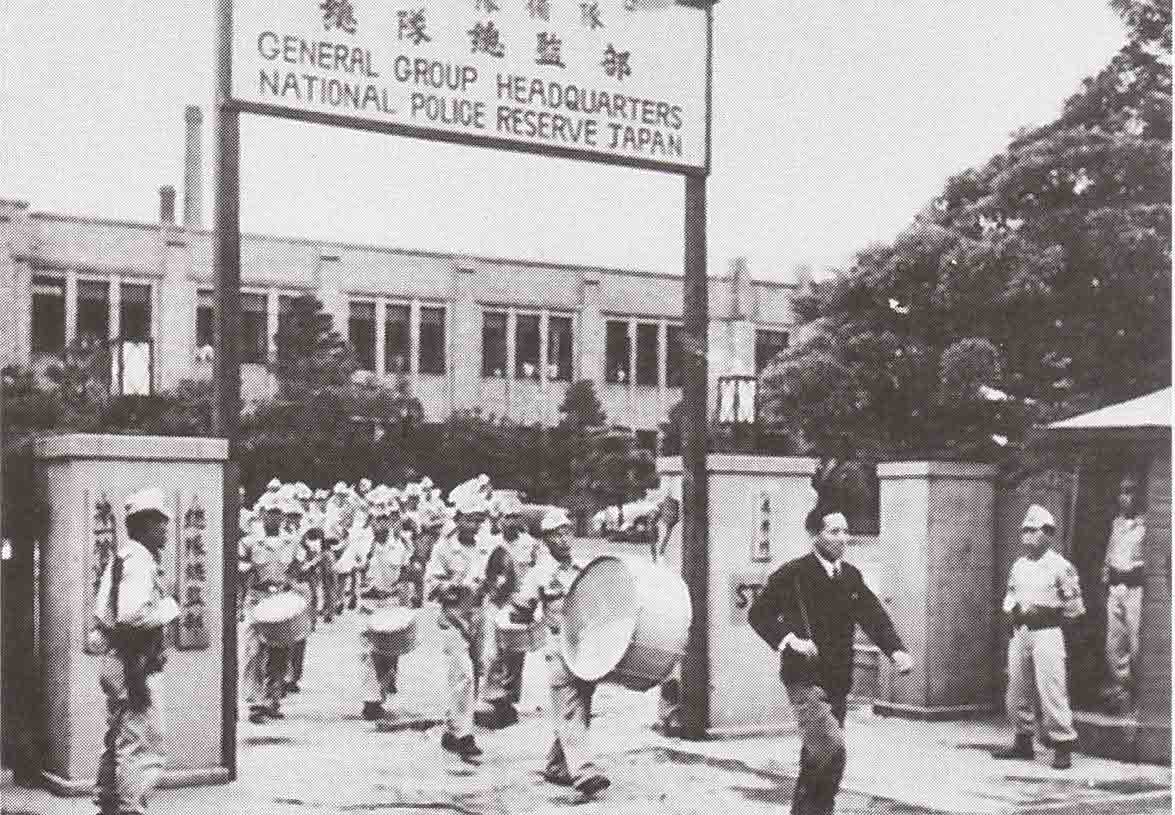
総隊総監部正門よりパレード中の1951年（昭和26年）当時の警察予備隊総隊総監部仮分遣隊（警察予備隊音楽隊）。指揮を執る先頭は隊長の須摩洋朔。なお、帝国陸軍の職業軍人たる元現役将校であった須摩は、公職追放令が解除されるまでは建前上は「講師」という肩書きで、制服ではなく私服を着用し音楽隊の指揮統率を行っていた。

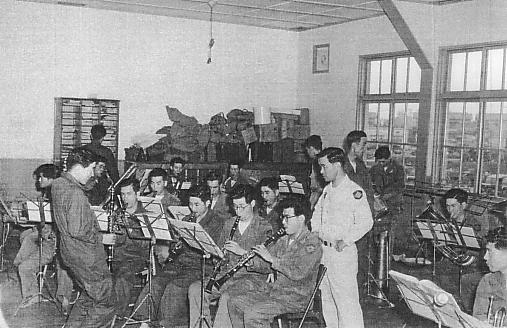
1954年（昭和29年）当時の保安隊音楽隊

- 上級部隊：防衛大臣

### 沿革
- 1951年（昭和26年）
  - 4月1日：警察予備隊への音楽隊創設準備業務開始。
  - 4月12日：隊長（楽長）は元陸軍軍楽大尉の須摩洋朔（元南方軍総司令部軍楽隊隊長、当時日本交響楽団奏者）、設置場所は越中島駐屯地に決定。

警察予備隊総隊総監部仮分遣隊
- 1951年（昭和26年）
  - 6月1日：警察予備隊総隊総監部仮分遣隊（45人）が越中島駐屯地に編成完結。
  - 8月10日：「創立一周年記念 警察予備隊歌発表会」開催（初公式演奏）。
  - 10月：全国ツアー開始。
- 1952年（昭和27年）
  - 2月29日：警察予備隊総隊総監部仮分遣隊が越中島駐屯地から練馬駐屯地に移駐。
  - 6月7日：「音楽隊創設一周年記念 音楽祭」開催（第1回定期演奏会）。

保安隊音楽隊
- 1952年（昭和27年）11月23日：警察予備隊の保安隊への改編に伴い、保安隊音楽隊（須摩洋朔隊長）と隊称変更。

陸上自衛隊中央音楽隊
- 1954年（昭和29年）9月10日：保安隊の自衛隊への改編に伴い陸上自衛隊中央音楽隊（須摩洋朔隊長、定員75人）が練馬駐屯地において編成完結。
- 1957年（昭和32年）8月27日：陸上自衛隊中央音楽隊が練馬駐屯地から芝浦駐屯地に移駐。
- 1960年（昭和35年）8月16日〜10月5日：須摩洋朔隊長がローマオリンピック視察団に加わり、ヨーロッパ各国の軍楽隊を訪問。
- 1961年（昭和36年）11月：ギャルド・レピュブリケーヌ吹奏楽団が来隊。客演指揮須摩洋朔隊長。
- 1962年（昭和37年）9月1日：初代隊長・須摩洋朔1等陸佐が離任退官。
- 1978年（昭和53年）3月25日：陸上自衛隊中央音楽隊が芝浦駐屯地から朝霞駐屯地に移駐。
- 2000年（平成12年）：フォンテックから発売のCD「王は受け継がれゆく～イギリス近代名曲選」（FOCD-9135）が同年第55回文部科学省文化庁芸術レコード部門優秀賞を受賞。
- 2009年（平成21年）：アメリカのJ.P.スーザ財団から世界の優れた軍楽隊に贈られる「ジョージ S. ハワード大佐顕彰優秀軍楽大賞」を受賞[19]。日本からは1992年の航空自衛隊航空中央音楽隊に次いで2隊目。
- 2011年（平成23年）10月4日～10日：韓国鶏龍市で開かれた韓国鶏龍軍文化祭りに親善訪問の一環として初参加[20]。
- 2014年（平成26年）
  - 3月：ドワンゴが主催するライブイベント「ニコニコ超パーティー」に出演[6][16]。
  - 7月：フィンランドのハミナ市で開催されたハミナ国際軍楽祭 (fi) に参加[11]。
  - 10月：陸上自衛隊の音楽隊では初となる声楽要員（松永美智子）を配属。
- 2015年（平成27年）
  - 4月26日：ドワンゴが主催するイベント「ニコニコ超会議2015（超音楽祭2015‐Day２）」に出演。小林幸子をゲストに2日間にわたった「超音楽祭2015」の大トリを飾った[21]。
  - 6月〜8月：防衛省の能力構築支援事業の一環としてパプアニューギニア国防軍から軍人を受け入れ、軍楽隊の育成を目的とした教育を実施[22][23]。
  - 7月14日：中谷元防衛大臣から第1級賞状が授与された。中音が1級賞状を受賞するのは3回目[24]。
  - 10月21日：「特別儀仗隊」を編成する第302保安警務中隊とともに安倍首相から内閣総理大臣特別賞状を初めて授与された[25]。
- 2017年（平成29年）8月：スコットランドのエディンバラ城で開催された「エディンバラ軍楽祭 (en:Royal Edinburgh Military Tattoo)」に自衛隊として初めて参加し、最優秀出演団体賞（Polly Sword賞）を受賞[26][映像 1]。
- 2018年（平成30年）
  - 4月29日：ドワンゴが主催するイベント「ニコニコ超会議2018（超音楽祭2018‐Day２）」に出演[映像 2]。
  - 5月24日～6月4日：ベートーヴェン『第九』の日本での初演奏から百周年の記念事業として、デュッセルドルフなどドイツの4都市で演奏[27]。ドイツ連邦軍参謀軍楽隊 (de) とも共演。同軍楽隊とは翌年の自衛隊音楽まつりでも共演。
- 2019年（令和元年）
  - 5月30日：ロシア国防相セルゲイ・ショイグの視察を受ける[28]。
  - 8月23日～9月1日：モスクワで開催されたロシア国際軍楽祭「スパスカヤ・タワー (ru)」に参加[29][映像 3]。
  - 11月10日：今上天皇の即位の礼祝賀御列の儀における沿道奏楽を皇居正門前広場で行う[30]。
- 2022年（令和04年）9月27日：故安倍晋三国葬儀において、葬送曲『悲しみの譜』を演奏した[31]。演奏と共に19発の弔砲が発射された。
- 2024年（令和06年）7月25日～27日：スウェーデンのエークシェーで開催されたエークシェー国際軍楽祭に参加[32][33][映像 4]。

### 歴代の中央音楽隊長
| 代 | 氏名                   | 在任期間               | 出身校・期                | 前職                                   | 後職                                                  |
| -- | ---------------------- | ---------------------- | ------------------------- | -------------------------------------- | ----------------------------------------------------- |
| 01 | 須摩洋朔               | 1951.6.1 - 1962.9.1    | 陸軍戸山学校・ 大正15年卒 | 日本交響楽団 トロンボーン奏者          | 退職 →武蔵野音楽大学学長秘書                          |
| 02 | 斎藤徳三郎             | 1962.9.1 - 1965.8.31   | 陸軍戸山学校・ 昭和8年卒  | 東京放送管弦楽団 →1964.6.1 1等陸佐昇任 | 中央音楽隊付 →1966.1.1 退職                           |
| 03 | 玉目利保 （2等陸佐）   | 1965.9.1 - 1968.7.15   | 陸軍戸山学校・ 昭和9年卒  | 中央音楽隊 →1967.7.1 2等陸佐昇任       | 檜町駐屯地業務隊付 →1968.11.18 退職                   |
| 04 | 川橋又勝 （2等陸佐）   | 1968.7.16 - 1971.7.15  | 陸軍戸山学校・ 昭和13年卒 | 中部方面音楽隊長 →1970.7.1 2等陸佐昇任 | 自衛隊岐阜地方連絡部付 →1971.9.28 退職                |
| 05 | 蟻正 晃 （2等陸佐）    | 1971.7.16 - 1975.3.16  | 陸軍戸山学校・ 昭和17年卒 | 中央音楽隊副隊長 →1974.1.1 2等陸佐昇任 | 朝霞駐屯地業務隊付 →1975.9.6 退職                     |
| 06 | 高橋良雄 （2等陸佐）   | 1975.3.17 - 1977.1.13  | 陸軍戸山学校・ 昭和19年卒 | 中央音楽隊副隊長 →1976.7.1 2等陸佐昇任 | 練馬駐とん地業務隊付 →1977.4.30 退職                  |
| 07 | 青木 進 （2等陸佐）    | 1977.1.14 - 1979.3.15  |                           | 中央音楽隊副隊長 →1977.7.1 2等陸佐昇任 | 朝霞駐屯地業務隊付 →1979.6.1 退職 →東京消防庁音楽隊長 |
| 08 | 富家秀則               | 1979.3.16 - 1986.10.29 | 武蔵野音楽大学            | 中央音楽隊副隊長 →1984.4.1 1等陸佐昇任 | 退職                                                  |
| 09 | 野中図洋和 （2等陸佐） | 1986.10.30 - 1992.7.31 | 大阪音楽大学・ U45        | 中央音楽隊副隊長                       | 陸上幕僚監部                                          |
| 10 | 船山紘良 （2等陸佐）   | 1992.8.1 - 1995.7.31   | 武蔵野音楽大学            | 中央音楽隊副隊長                       | 中央音楽隊付 →2003.6.22 退職（1等陸佐昇任）           |
| 11 | 野中図洋和             | 1995.8.1 - 2005.4.1    | 大阪音楽大学・ U45        | 陸上幕僚監部教育訓練部教育課           | 退職（陸将補昇任）                                    |
| 12 | 菅原 茂                | 2005.4.1 - 2007.7.31   | 武蔵野音楽大学            | 中央音楽隊副隊長                       | 退職                                                  |
| 13 | 武田 晃                | 2007.8.1 - 2017.3.22   | 武蔵野音楽大学            | 中央音楽隊副隊長                       | 退職（陸将補昇任） →武蔵野音楽大学講師                |
| 14 | 樋口孝博               | 2017.3.23 - 2023.3.12  | 武蔵野音楽大学・ 86U      | 中部方面音楽隊長                       | 退職(陸将補昇任) →音楽臨時教諭                        |
| 15 | 志賀 亨                | 2023.3.13 -            | 武蔵野音楽大学            | 西部方面音楽隊長                       |                                                       |

## 方面音楽隊
方面音楽隊（ほうめんおんがくたい）は、方面隊直轄の音楽科部隊である。方面音楽隊長は2等陸佐および3等陸佐を基準として補職される。
方面音楽隊の一覧
- 北部方面音楽隊（真駒内駐屯地）北部方面隊
- 東北方面音楽隊（仙台駐屯地）東北方面隊
- 東部方面音楽隊（朝霞駐屯地）東部方面隊
- 中部方面音楽隊（伊丹駐屯地）中部方面隊
- 西部方面音楽隊（健軍駐屯地）西部方面隊

### 北部方面音楽隊
北部方面音楽隊（ほくぶほうめんおんがくたい）は、陸上自衛隊真駒内駐屯地（北海道札幌市）に駐屯する北部方面隊直轄の音楽科部隊である。
- 概要　　：1952年（昭和27年）に札幌市に発足した警察予備隊第2管区音楽隊が前身。1972年札幌オリンピックでは中心的音楽隊として活動した。 2014年（平成26年）には「第３回アジア太平洋諸国国際軍楽祭」（ロシア・ハバロフスク市）に招かれ、陸上自衛隊の方面音楽隊では初となる海外演奏を行った[42]。
- 改編部隊：第2管区音楽隊
- 創設　　：
- 編成地　：
- 隊旗　　：大隊旗（音楽科の旗の色は2010年（平成22年）4月以降）
- 部隊表示：北方音
- 上級部隊：北部方面隊

歴代の北部方面音楽隊長
| 代 | 氏名       | 階級 | 在任期間              | 出身校・期              | 前職                 | 後職               |
| -- | ---------- | ---- | --------------------- | ----------------------- | -------------------- | ------------------ |
| 14 | 横井 豊    |      |                       |                         |                      |                    |
| 15 | 古荘浩四郎 | 2佐  | - 2003.3.22           | 武蔵野音楽大学          |                      | 東部方面音楽隊長   |
| 16 | 樋口孝博   |      |                       |                         |                      |                    |
| 17 | 栗原 剛    |      |                       |                         |                      |                    |
| 18 | 澤野展之   | 3佐  | 2009.8.1 -            | 武蔵野音楽大学・94U     |                      |                    |
| 19 | 加藤良幸   | 3佐  | 2012.8.1 - 2015       | 91I                     | 第2音楽隊長          | 中央音楽隊         |
| 20 | 村田 茂    | 3佐  | 2015.8.1 - 2019.3.22  | 96I                     | 東北方面音楽隊副隊長 | 中央音楽隊         |
| 21 | 佐藤文俊   | 3佐  | 2019.3.23 - 2023.3    | 神戸大学発達科学部・05U | 陸上幕僚監部広報室   | 中央音楽隊教育科長 |
| 22 | 蓑毛勝熊   | 3佐  | 2023.3.16 - 2025.3.16 |                         |                      | 中央音楽隊教育科長 |
| 23 | 伊東札記   | 2佐  | 2025.3.17 -           | 00I 高卒                | 中部方面音楽隊長     |                    |

### 東北方面音楽隊

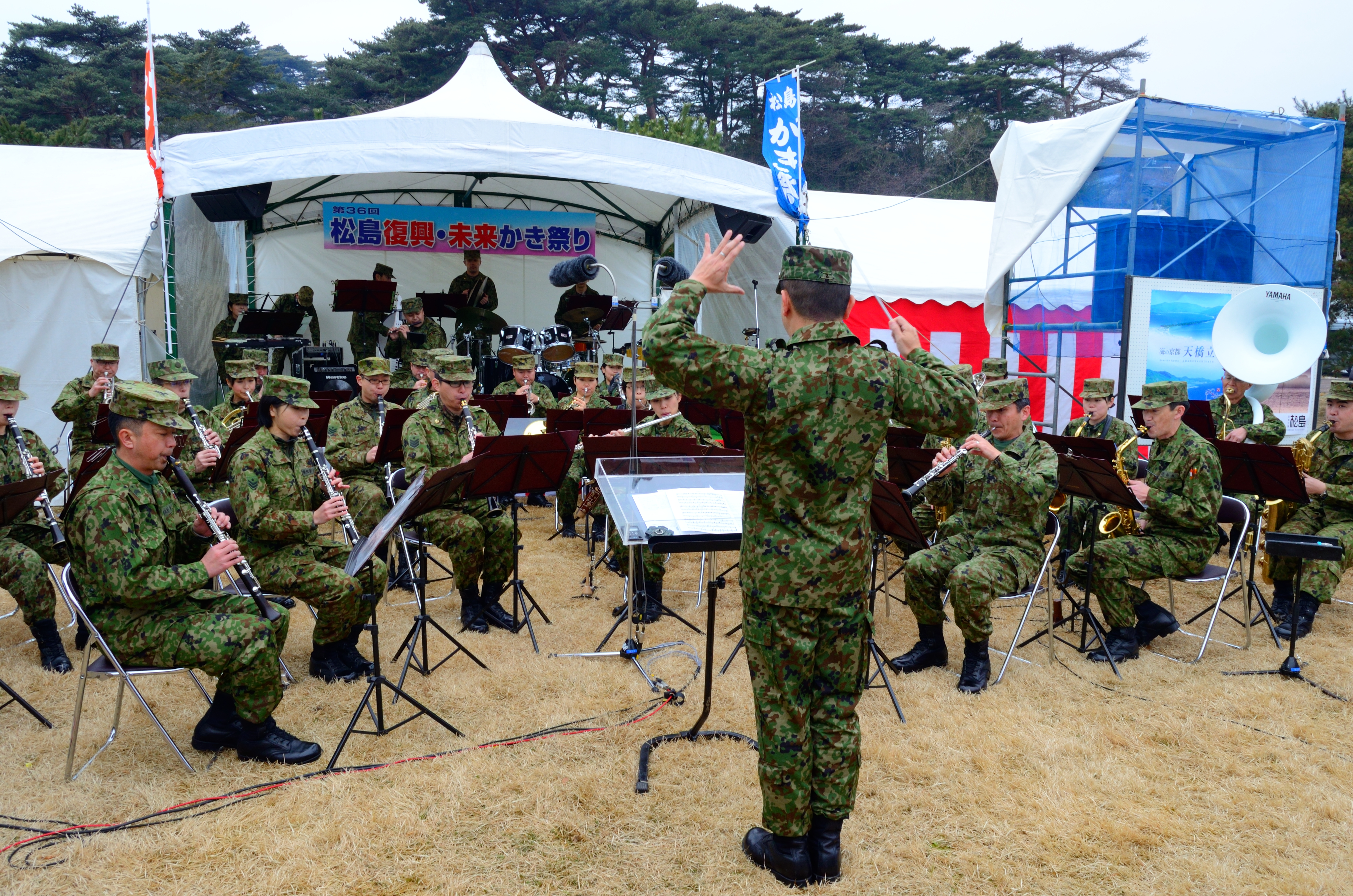
東北方面音楽隊（2014年2月）

東北方面音楽隊（とうほくほうめんおんがくたい）は、陸上自衛隊仙台駐屯地（宮城県仙台市宮城野区）に駐屯する東北方面隊直轄の音楽科部隊である。
- 概要　　：1960年（昭和35年）に創隊し、東北6県を広報担当区域として、年間約100回の派遣演奏を行っている。 1988年（昭和63年）には女性自衛官によるカラーガード隊『婦人自衛官フラッグ隊』（現東北方面フラッグ隊）が発足[43]。隊員は東北方面隊の各部隊から選抜され、広報基幹要員として東北方面音楽隊と共に活動している。  同隊所属コントラバス奏者である岩渕陽介三等陸曹（所属・階級は作曲当時）が2018年（平成30年）に作曲した行進曲「陽光を背に」は、陸上自衛隊創設以来、約半世紀使用されていた須磨洋朔作曲「祝典ギャロップ」に代わる車両行進曲として、2018年（平成30年）度中央観閲式より同曲と併用して使用されている[44][45]。この功績から岩渕三曹は山崎幸二陸上幕僚長より第2級賞詞を受けた[46]。2020年（令和2年）、フィンランドの国際軍楽祭であるハミナ軍楽祭が主催したリモート合奏に協力した。医療従事者に応援メッセージを届ける事を目的として12か国が参加した。
- 創設　　：
- 編成地　：
- 隊旗　　：大隊旗（音楽科の旗の色は2010年（平成22年）4月以降）
- 部隊表示：東北方音
- 上級部隊：東北方面隊

歴代の東北方面音楽隊長
| 代 | 氏名       | 階級 | 在任期間              | 出身校・期              | 前職                     | 後職               |
| -- | ---------- | ---- | --------------------- | ----------------------- | ------------------------ | ------------------ |
| 12 | 菅原 茂    |      | 1989 - 1992.3.22      | 武蔵野音楽大学          | 中央音楽隊               | 東部方面音楽隊長   |
| 13 | 布施忠良   |      |                       |                         |                          |                    |
| 14 | 武田 晃    |      | 1996.8 - 2001.3       | 武蔵野音楽大学          |                          | 中央音楽隊企画科長 |
| 15 | 水島 敏    |      |                       |                         |                          |                    |
| 16 | 佐藤政紀   |      |                       |                         |                          |                    |
| 17 | 田村 守    |      | 2008.3.23 - 2011.7.31 | 86I                     | 中央音楽隊教育科教官班長 | 東部方面音楽隊長   |
| 18 | 高橋 充    |      | 2011.8.1 - 2013.11.30 |                         | 中央音楽隊               | 東北方面音楽隊     |
| 19 | 志賀 亨    | 2佐  | 2013.12.1 - 2016.7.31 | 武蔵野音楽大学・90U     | 中央音楽隊企画科長       | 中央音楽隊副隊長   |
| 20 | 酒井伊知郎 | 2佐  | 2016.8.1 - 2019.3.    | 東京芸術大学大学院・96U | 中央音楽隊副隊長         | 中央音楽隊演奏科長 |
| 21 | 阿部 亮    | 3佐  | 2019.3-2021.3         | 96I                     | 中央音楽隊演奏科演奏班長 |                    |
| 22 | 小川浩英   | 3佐  | 2021.3-2022.7         | 97I                     | 中央音楽隊               |                    |
| 23 | 澤野展之   | 2佐  | 2022.8-               | 武蔵野音楽大学・94U     |                          |                    |

### 東部方面音楽隊
東部方面音楽隊（とうぶほうめんおんがくたい）は、陸上自衛隊朝霞駐屯地（東京都練馬区）に駐屯する東部方面隊直轄の音楽科部隊である。

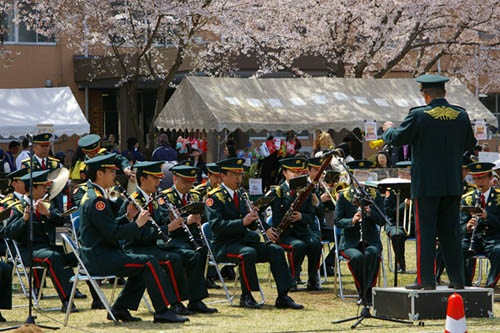
東部方面音楽隊（2008年4月）

- 概要　　：関東地方、甲信越地方および静岡県の1都10県を広報担当区域としている。
- 創設　　：1960年（昭和35年）1月14日
- 編成地　：練馬駐屯地
- 隊旗　　：大隊旗（音楽科の旗の色は2010年（平成22年）4月以降）
- 部隊表示：東方音
- 駐屯地　：
  1. 練馬駐屯地：1960年（昭和35年）1月14日
  2. 朝霞駐屯地：1966年（昭和41年）8月1日
  3. 芝浦分屯地：1978年（昭和53年）3月25日
  4. 朝霞駐屯地：1994年（平成06年）7月27日
- 上級部隊：東部方面隊

- 沿革　　：
  - 1960年（昭和35年）
    - 1月14日：東部方面音楽隊が第1管区音楽隊（後の第1音楽隊）から選抜された隊員17名により練馬駐屯地で編成完結。
    - 2月：36名編成となる。

  - 1966年（昭和41年）8月1日：東部方面音楽隊が練馬駐屯地から朝霞駐屯地に移駐。
  - 1975年（昭和50年）7月10日：坂田道太防衛庁長官が視察のために来隊する。
  - 1975年（昭和50年）9月6日：第1回定期演奏会を川越市民会館で開催する。
  - 1978年（昭和53年）3月25日：東部方面音楽隊が朝霞駐屯地から芝浦分屯地に移駐する。
  - 1982年（昭和57年）3月25日：52名編成に定員を改編する。
  - 1989年（平成元年）2月24日：昭和天皇の大喪の礼における沿道奏楽を新宿御苑正門前で行う。
  - 1990年（平成02年）11月12日：天皇明仁（現・上皇）の即位の礼における沿道奏楽を二重橋前交差点で行う。
  - 1994年（平成06年）7月27日：東部方面音楽隊が芝浦分屯地から再び朝霞駐屯地に移駐する。
  - 2008年（平成20年）9月14日：第50回定期演奏会を東京芸術劇場で開催する。
  - 2019年（令和元年）11月10日：今上天皇の即位の礼における沿道奏楽を二重橋前交差点で行う[30]。

#### 歴代の東部方面音楽隊長
| 代 | 氏名       | 階級 | 在任期間              | 出身校・期              | 前職                   | 後職               |
| -- | ---------- | ---- | --------------------- | ----------------------- | ---------------------- | ------------------ |
| 1  | 渡邉 一    | 1尉  | 1960.1.14 - 1965.3.15 |                         |                        |                    |
| 2  | 金谷 隆    | 1尉  | 1965.3 - 1967.3       |                         |                        |                    |
| 3  | 落合四郎   | 3佐  | 1967.3 - 1969.3       |                         |                        |                    |
| 4  | 朝倉経武   | 3佐  | 1969.3 - 1970.3       |                         |                        |                    |
| 5  | 緒方太助   | 3佐  | 1970.3 - 1974.1       |                         |                        |                    |
| 6  | 富家秀則   | 3佐  | 1974.1 - 1976.3       | 武蔵野音楽大学          | 東部方面音楽隊副隊長   |                    |
| 7  | 奥山 守    | 3佐  | 1976.3 - 1981.2       |                         | 中央音楽隊             |                    |
| 8  | 船山紘良   | 3佐  | 1976.2 - 1984.7.31    | 武蔵野音楽大学          | 第13音楽隊長           | 北部方面音楽隊長   |
| 9  | 櫻井壽一   | 3佐  | 1984.8.1 - 1987.7.31  |                         |                        |                    |
| 10 | 横井 豊    | 3佐  | 1987.8.1 - 1992.3.22  | 国立音楽大学            | 中央音楽隊             |                    |
| 11 | 菅原 茂    | 3佐  | 1992.3.23 - 1996.3.22 | 武蔵野音楽大学          | 東北方面音楽隊長       | 中央音楽隊演奏科長 |
| 12 | 片山伸生   | 2佐  | 1996.3.23 - 1999.3.22 | 国立音楽大学            | 中央音楽隊副隊長       | 西部方面音楽隊長   |
| 13 | 岡野敬三郎 | 3佐  | 1999.3.23 - 2003.3.22 | 武蔵野音楽大学          | 中央音楽隊運用訓練班長 |                    |
| 14 | 古荘浩四郎 | 2佐  | 2003.3.23 - 2005.7.31 | 武蔵野音楽大学          | 北部方面音楽隊長       |                    |
| 15 | 吉永雅弘   | 3佐  | 2005.8.1 - 2007.7.31  |                         | 中央音楽隊             | 退職               |
| 16 | 志賀 亨    | 2佐  | 2007.8.1 - 2011.7.31  | 武蔵野音楽大学・90U     | 中央音楽隊演奏科長補佐 | 中央音楽隊演奏科長 |
| 17 | 田村 守    | 3佐  | 2011.8.1 - 2015.8.3   | 86I                     | 東北方面音楽隊長       | 退職               |
| 18 | 澤野展之   | 2佐  | 2015.8.4 - 2016.3     | 武蔵野音楽大学・94U     | 中央音楽隊副隊長       | 滝ヶ原駐屯地業務隊 |
| 19 | 加藤良幸   | 3佐  | 2016.3 - 2018.8       | 92I                     | 中央音楽隊企画科長     | 退職               |
| 20 | 森 良司    | 3佐  | 2018.8-2019.8         | 93I                     | 中央音楽隊教育科長     | 退職               |
| 21 | 村田 茂    | 3佐  | 2019.8-2023.3         | 96Ｉ                    | 中央音楽隊教育科長     | 中央音楽隊         |
| 22 | 酒井伊知郎 | 2佐  | 2023.3-               | 東京藝術大学大学院・96U |                        |                    |

### 中部方面音楽隊
中部方面音楽隊（ちゅうぶほうめんおんがくたい）は、陸上自衛隊伊丹駐屯地（兵庫県伊丹市）に駐屯する中部方面隊直轄の音楽科部隊である。
- 概要　　：1952年（昭和27年）12月に発足した保安隊第3管区総監部音楽隊を前身として、1960年（昭和35年）1月に現名称に変更。北陸・東海・近畿・中国・四国の2府19県を広報担当区域としている。大阪府における1970年（昭和45年）の万国博覧会や1990年（平成2年）の花の万国博覧会への参加の他、毎年6月に開催される「3000人の吹奏楽」に通算38回出場。2014年（平成26年）10月、陸上自衛隊初の声楽要員（鶫真衣）を配置。2016年（平成28年）には鶫を起用して同音楽隊初となるCDをブレーンより発売[47]、更に2018年（平成30年）には日本コロンビアより鶫を全面的にフィーチャリングしたメジャーデビューアルバムを発売した[48]。以降2022年（令和4年）2月までの間、“吹奏楽＋歌（ソプラノ）”というスタイルのCD制作に積極的に取り組んだ[49]。
- 改編部隊：第3管区総監部音楽隊
- 創設　　：1960年（昭和35年）1月14日
- 編成地　：伊丹駐屯地
- 隊旗　　：大隊旗（音楽科の旗の色は2010年（平成22年）4月以降）
- 部隊表示：中方音
- 上級部隊：中部方面隊

歴代の中部方面音楽隊長
| 代 | 氏名       | 階級 | 在任期間             | 出身校・期              | 前職                                             | 後職                             |
| -- | ---------- | ---- | -------------------- | ----------------------- | ------------------------------------------------ | -------------------------------- |
| 1  | 犬伏 清    | 3佐  | 1952.12-1957.3       |                         |                                                  |                                  |
| 1  | 吉原 豊    | 3佐  | 1957.4-1964.3        |                         |                                                  |                                  |
| 2  | 川橋又勝   | 3佐  | 1964.4-1968.3        |                         |                                                  |                                  |
| 3  | 池上康雄   | 1尉  | 1968.4-1969.8        |                         |                                                  |                                  |
| 4  | 青木 進    | 1尉  | 1969.9-1971.7        |                         |                                                  |                                  |
| 5  | 目良興市   | 1尉  | 1971.8-1974.3        |                         |                                                  |                                  |
| 6  | 堀越一久   | 3佐  | 1974.4-1978.7        |                         | 西部方面音楽隊長                                 |                                  |
| 7  | 志記久雄   | 1尉  | 1978.8-1980.7        |                         |                                                  |                                  |
| 8  | 佐藤 稔    | 3佐  | 1980.8-1982.3        |                         |                                                  |                                  |
| 9  | 野中図洋和 | 3佐  | 1982.4-1985.7        | 大阪音楽大学            | 第３音楽隊長                                     | 中央音楽隊副隊長                 |
| 10 | 古荘浩四郎 | 3佐  | 1985.8-1989.7        | 武蔵野音楽大学          |                                                  |                                  |
| 11 | 岡田 修    | 3佐  | 1989.8-1994.3        |                         |                                                  |                                  |
| 12 | 岡野敬三郎 | 1尉  | 1994.4-1996.3        | 武蔵野音楽大学          |                                                  |                                  |
| 13 | 赤羽一男   | 1尉  | 1996.3-1997.7        |                         |                                                  |                                  |
| 14 | 高橋俊雄   | 3佐  | 1997.8-2001.7        |                         |                                                  |                                  |
| 15 | 兒玉 周    | 3佐  | 2001.8-2004.7        |                         |                                                  |                                  |
| 16 | 栗原 剛    | 3佐  | 2004.7-2006.3.22     |                         |                                                  |                                  |
| 17 | 井田康男   | 3佐  | 2006.3.23- 2010.7.31 | 84I                     | 中央音楽隊教育科教官班長                         | 西部方面音楽隊長                 |
| 18 | 酒井伊知郎 | 3佐  | 2010.8.1 - 2014.12   | 東京芸術大学大学院・96U | 中央音楽隊総務班長                               | 中央音楽隊演奏科長兼ねて企画科長 |
| 19 | 樋口孝博   | 1佐  | 2014.12 - 2017.3.22  | 武蔵野音楽大学・86U     | 中央音楽隊副隊長（2佐） 2017年1月1日 1等陸佐昇任 | 中央音楽隊長                     |
| 20 | 柴田昌宜   | 2佐  | 2017.3.23-2022.3.13  | 大阪音楽大学専攻科・03U | 陸上幕僚幹部広報室 2021年7月1日 2等陸佐昇任      | 中央音楽隊教育科長               |
| 21 | 伊東札記   | 2佐  | 2022.3.14-2025.3.16  | 00I・高卒               | 中央音楽隊企画科長                               | 北部方面音楽隊長                 |
| 22 | 佐藤文俊   | 2佐  | 2025.3.17-           | 神戸大学発達科学部・05U | 中央音楽隊教育科長                               |                                  |

### 西部方面音楽隊
西部方面音楽隊（せいぶほうめんおんがくたい）は、陸上自衛隊健軍駐屯地（熊本県熊本市）に駐屯する西部方面隊直轄の音楽科部隊である。
- 概要　　：1953年（昭和28年）6月に福岡駐屯地に発足した保安隊第4管区音楽隊が前身。その後、現在の健軍駐屯地に移駐。1960年（昭和35年）1月14日に18名編成で「西部方面音楽隊」として創隊。現在は52名の編成で九州・沖縄全域を広報担当区域としている。2022年（令和4年）10月、同隊で初の声楽要員として水上珠奈（）1士が配属された[50]。また同年11月、同隊で初の海外演奏をオマーン軍楽祭で行った[50]。
- 改編部隊：第4管区音楽隊
- 創設　　：1960年（昭和35年）1月14日
- 編成地　：健軍駐屯地
- 隊旗　　：大隊旗（音楽科の旗の色は2010年（平成22年）4月以降）
- 部隊表示：西方音
- 上級部隊：西部方面隊

歴代の西部方面音楽隊長
| 代 | 氏名       | 階級 | 在任期間                | 出身校・期          | 前職                                             | 後職                 |
| -- | ---------- | ---- | ----------------------- | ------------------- | ------------------------------------------------ | -------------------- |
| 1  | 金谷 隆    | 2尉  | 1954.5 - 1959.8         |                     |                                                  | 中央音楽隊           |
| 2  | 米山博男   | 2尉  | 1959.9 - 1963.3         |                     |                                                  | 北部方面音楽隊長     |
| 3  | 玉目利保   | 1尉  | 1963.4 - 1964.3         |                     |                                                  | 中央音楽隊副隊長     |
| 4  | 川橋又勝   | 1尉  | 1964.3 - 1968.3         |                     |                                                  | 中央音楽隊副隊長     |
| 5  | 蟻正 晃    | 1尉  | 1968.4 - 1970.4         |                     | 陸軍戸山学校                                     | 中央音楽隊副隊長     |
| 6  | 堀越一久   | 1尉  | 1970.4 - 1974.3         |                     |                                                  | 中部方面音楽隊長     |
| 7  | 太田之則   | 1尉  | 1974.4 - 1978.3         |                     |                                                  | 退職                 |
| 8  | 細川忠徳   | 3佐  | 1978.4 - 1980.3         |                     |                                                  | 中央音楽隊           |
| 9  | 長谷川康正 | 1尉  | 1980.4 - 1981.8         |                     |                                                  | 退職                 |
| 10 | 斉藤南海男 | 1尉  | 1981.9 - 1985.8         |                     |                                                  | 中央音楽隊           |
| 11 | 横井 豊    | 3佐  | 1985.9 - 1987.8         |                     | 国立音楽大学                                     | 中央音楽隊           |
| 12 | 柳川成章   | 3佐  | 1987.9 - 1992.3         |                     |                                                  | 西部方面総監部       |
| 13 | 古荘浩四郎 | 3佐  | 1992.4 - 1999.3         |                     | 武蔵野音楽大学                                   | 自衛隊静岡地方連絡部 |
| 14 | 片山伸生   | 2佐  | 1999.4 - 2004.3         | 国立音楽大学        | 東部方面音楽隊隊長                               | 健軍駐屯地業務隊     |
| 15 | 神 明      | 3佐  | 2004.3 - 2007.3         |                     |                                                  | 中央音楽隊           |
| 16 | 高橋 充    | 3佐  | 2007.4 - 2010.7         |                     |                                                  | 中央音楽隊           |
| 17 | 井田康男   | 3佐  | 2010.08.01 - 2014.03.22 | 84I                 | 中部方面音楽隊長                                 | 西部方面音楽隊付     |
| 18 | 森 良司    | 3佐  | 2014.03.23 - 2017.03.22 | 93I                 | 中央音楽隊                                       | 中央音楽隊教育科長   |
| 19 | 伊東札記   | 3佐  | 2017.03.23 - 2020.03.15 | 00I                 | 中央音楽隊付（東京藝大研修）                     | 中央音楽隊企画科長   |
| 20 | 志賀 亨    | 1佐  | 2020.03.16 -2023.3      | 武蔵野音楽大学・90U | 中央音楽隊副隊長（2佐） 2023年1月1日 1等陸佐昇任 | 中央音楽隊長         |
| 21 | 稲積 英典  | 3佐  | 2023.3-                 | 01I                 | 中央音楽隊演奏科演奏班長                         |                      |

## 師団・旅団の音楽隊

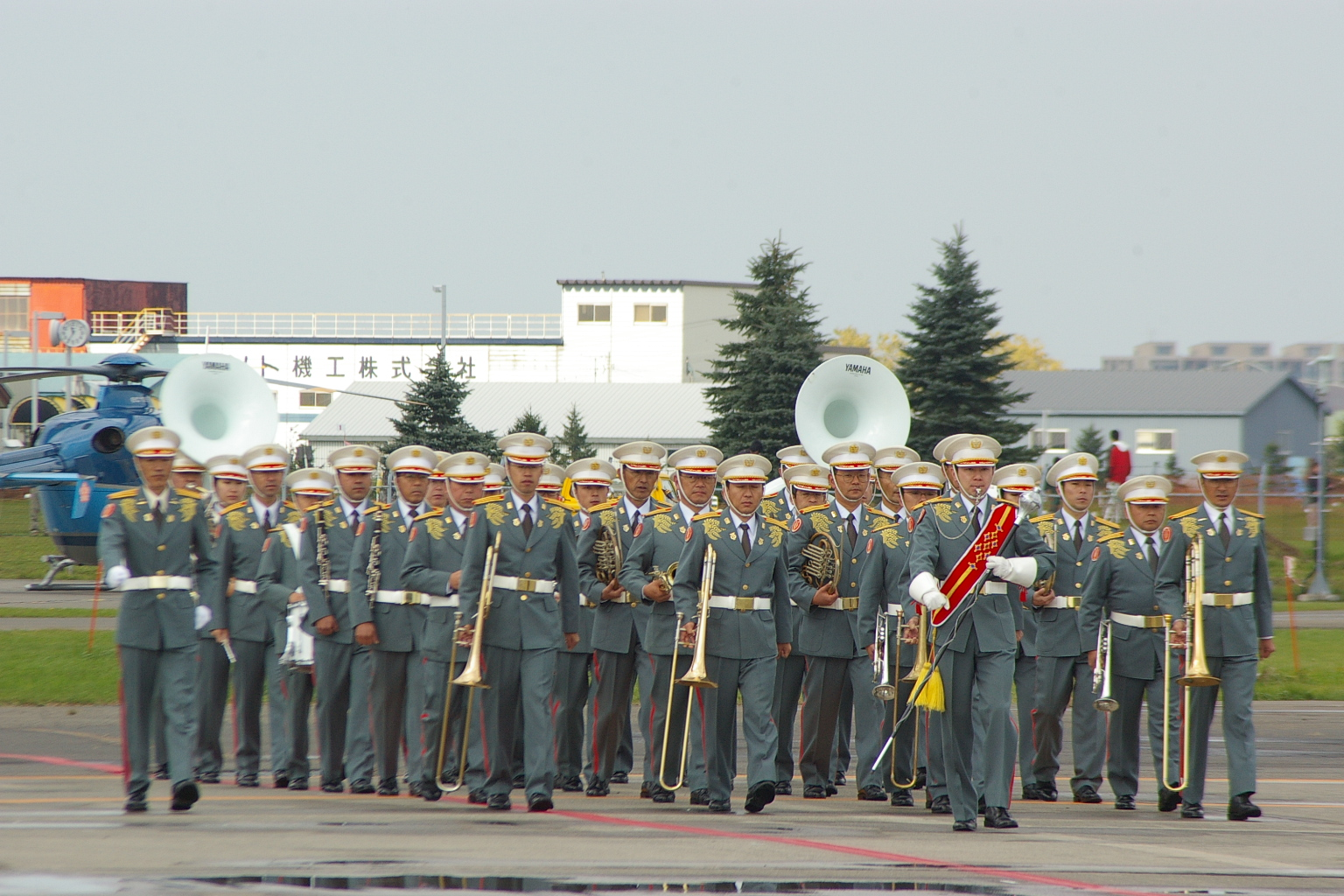
第11音楽隊（2007年10月）

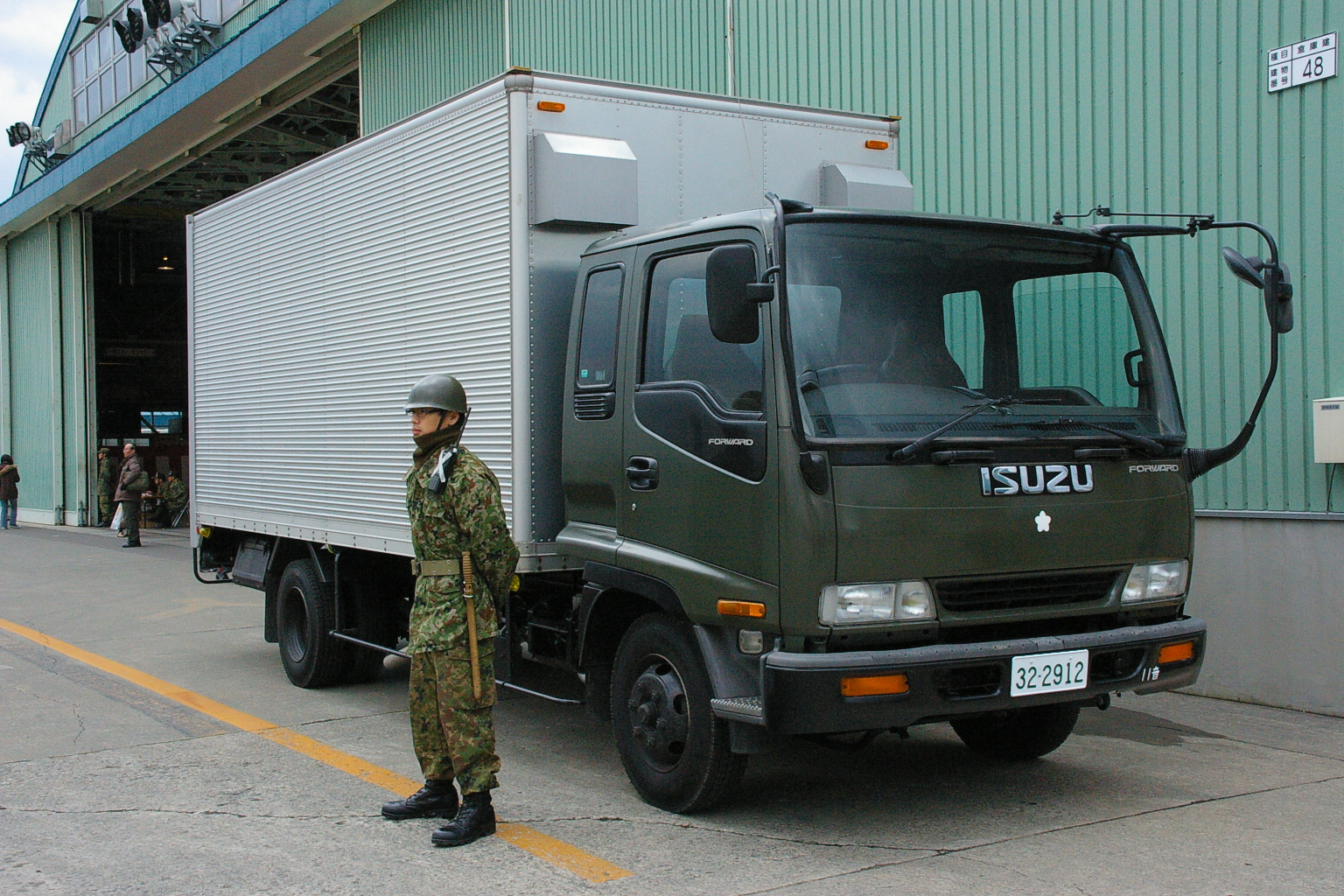
陸上自衛隊第11音楽隊の楽器輸送用業務トラック

師団・旅団の音楽隊（しだん・りょだんのおんがくたい）は、師団・旅団司令部の所在する駐屯地に駐屯する師団・旅団直轄の音楽科部隊で、隊長は、1等陸尉または2等陸尉をもって充てられる。

### 師団・旅団の音楽隊の一覧
| 音楽隊     | 師団・旅団 | 駐屯地       |
| ---------- | ---------- | ------------ |
| 第1音楽隊  | 第1師団    | 練馬駐屯地   |
| 第2音楽隊  | 第2師団    | 旭川駐屯地   |
| 第3音楽隊  | 第3師団    | 千僧駐屯地   |
| 第4音楽隊  | 第4師団    | 福岡駐屯地   |
| 第5音楽隊  | 第5旅団    | 帯広駐屯地   |
| 第6音楽隊  | 第6師団    | 神町駐屯地   |
| 第7音楽隊  | 第7師団    | 東千歳駐屯地 |
| 第8音楽隊  | 第8師団    | 北熊本駐屯地 |
| 第9音楽隊  | 第9師団    | 青森駐屯地   |
| 第10音楽隊 | 第10師団   | 守山駐屯地   |
| 第11音楽隊 | 第11旅団   | 真駒内駐屯地 |
| 第12音楽隊 | 第12旅団   | 相馬原駐屯地 |
| 第13音楽隊 | 第13旅団   | 海田市駐屯地 |
| 第14音楽隊 | 第14旅団   | 善通寺駐屯地 |
| 第15音楽隊 | 第15旅団   | 那覇駐屯地   |

### 第1音楽隊

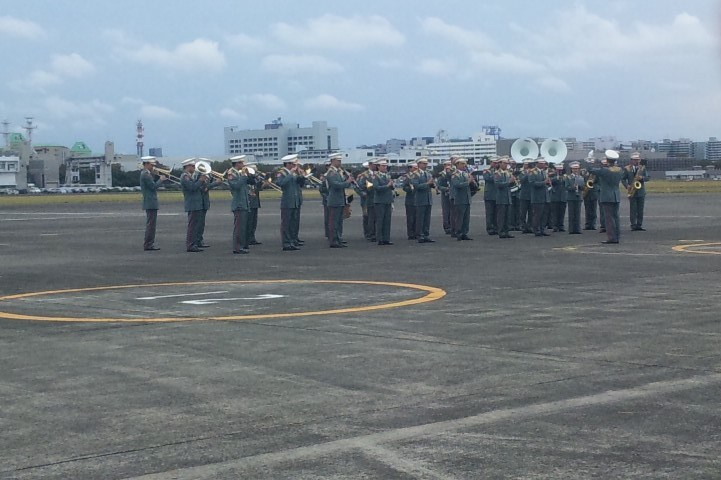
第1音楽隊（2011年10月）
立川防災航空祭にて撮影

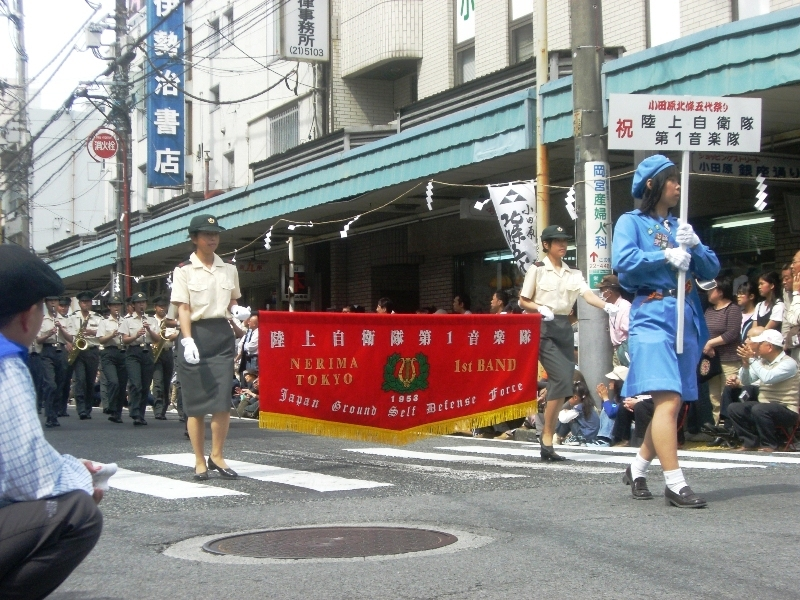
小田原北條五代祭りに参加する第1音楽隊（2009年5月）

第1音楽隊（だいいちおんがくたい）は、陸上自衛隊練馬駐屯地に駐屯する第1師団隷下の音楽科部隊である。
- 概要　　：東京都・神奈川県・埼玉県・静岡県・山梨県・千葉県・茨城県の1都6県を演奏担当区域とする。
- 創設　　：1975年（昭和50年）8月1日
- 編成地　：練馬駐屯地
- 隊旗　　：桜色の中隊旗（乙）（音楽科の旗の色は2010年（平成22年）4月以降）
- 部隊表示：1音
- 上級部隊：第1師団

| 代 | 氏名       | 階級 | 在任期間             | 出身校・期     | 前職                     | 後職                 |
| -- | ---------- | ---- | -------------------- | -------------- | ------------------------ | -------------------- |
|    | 武田 晃    |      |                      | 武蔵野音楽大学 | 第2混成団音楽隊長        |                      |
|    | 吉永雅弘   |      |                      |                | 中央音楽隊               | 中央音楽隊           |
|    | 戸田正久   |      |                      |                |                          | 東部方面音楽隊副隊長 |
|    | 土田和男   | 2尉  |                      | 3尉候補者課程  |                          |                      |
| 22 | 伊東札記   | 1尉  | 2010.8.1 - 2014.7.31 | 00I            | 中央音楽隊教育科教務班長 | 中部方面音楽隊副隊長 |
| 23 | 宍戸 隆    | 1尉  | 2014.8.1 - 2016.7.31 | 92I            | 東部方面音楽隊副隊長     | 西部方面音楽隊副隊長 |
| 24 | 小川浩英   | 1尉  | 2016.8.1 - 2019.3.   | 97I            | 北部方面音楽隊副隊長     | 中央音楽隊           |
| 25 | 星野英裕   | 1尉  | 2019.3-2022.3        | 90I            | 中部方面音楽隊副隊長     |                      |
| 26 | 新田祐樹   | 1尉  | 2022.3 - 2024.3      |                |                          |                      |
| 27 | 中福島昭洋 | 2尉  | 2024.3 -             |                |                          |                      |

### 第2音楽隊
第2音楽隊（だいにおんがくたい）は、陸上自衛隊旭川駐屯地に駐屯する第2師団隷下の音楽科部隊である。
- 概要　　：1954年（昭和29年）に発足した「第2管区音楽隊」がその起源である。1975年（昭和50年）に、第2師団長直轄正規編成の「第2音楽隊」となる。2002年（平成14年）には東チモール、2004年（平成16年）にはイラク（自衛隊イラク派遣）へ隊員を派遣した。2014年（平成26年）8月に、自衛隊史上初の女性音楽隊長として富田淳子1尉が着任した。[8]
- 改編部隊：第2管区音楽隊
- 創設　　：1975年（昭和50年）8月1日
- 編成地　：旭川駐屯地
- 隊旗　　：桜色の中隊旗（乙）（音楽科の旗の色は2010年（平成22年）4月以降）
- 部隊表示：2音
- 上級部隊：第2師団

| 代 | 氏名       | 階級 | 在任期間        | 出身校・期                  | 前職                     | 後職                 |
| -- | ---------- | ---- | --------------- | --------------------------- | ------------------------ | -------------------- |
| 12 | 井田康男   |      | 1992.8 -1996.7  | 84I                         | 第3音楽隊長              | 第9音楽隊長          |
| 13 | 星野英裕   |      |                 | 90I                         | 西部方面音楽隊音楽班長   | 東北方面音楽隊副隊長 |
| 14 | 藤後誠二   |      | 2002.3-2005.3   | 福岡大学 89I                | 第２混成団音楽隊長       | 中部方面音楽隊副隊長 |
| 15 | 加藤良幸   |      |                 | 92I                         | 中央音楽隊               | 北部方面音楽隊隊長   |
| 16 | 稲積英典   |      | - 2009.7        | 01I                         | 富士教導団音楽隊長       | 第8音楽隊長          |
| 17 | 戸田正久   |      | 2009.8 - 2012.7 |                             | 東部方面音楽隊副隊長     |                      |
| 18 | 菅原信秀   |      | 2012.8 - 2014.7 |                             | 第11音楽隊長             | 東部方面音楽隊副隊長 |
| 19 | 富田淳子   | 1尉  | 2014.8 - 2016.7 | 愛媛大学教育学部音楽科・02I | 北部方面音楽隊副隊長     | 中央音楽隊教育科     |
| 20 | 吉川康浩   | 2尉  | 2016.8-2018.7   | 11C                         | 北部方面音楽隊音楽班長   | 第10音楽隊長         |
| 21 | 大志田真澄 | 2尉  | 2018.8-2021.3   | 13C                         | 第14音楽隊副隊長         |                      |
| 22 | 藤田 泰宏  | 2尉  | 2021.3-         |                             | 中央音楽隊企画科管理幹部 |                      |

### 第3音楽隊
第3音楽隊（だいさんおんがくたい）は、陸上自衛隊千僧駐屯地に駐屯する第3師団隷下の音楽科部隊である。
- 概要　　：1960年（昭和35年）4月に第3師団音楽隊として発足し、1975年（昭和50年）に現在の正規編成・名称となり現在に至る。近畿2府4県にわたる広報活動のほか、各種行事にも積極的に参加している。
- 改編部隊：第3師団音楽隊
- 創設　　：1975年（昭和50年）8月1日
- 編成地　：千僧駐屯地
- 隊旗　　：桜色の中隊旗（乙）（音楽科の旗の色は2010年（平成22年）4月以降）
- 部隊表示：3音
- 上級部隊：第3師団

| 代 | 氏名       | 階級 | 在任期間        | 出身校・期                        | 前職                                         | 後職                     |
| -- | ---------- | ---- | --------------- | --------------------------------- | -------------------------------------------- | ------------------------ |
|    | 一丸一重   |      |                 |                                   |                                              |                          |
|    | 高橋俊雄   |      |                 |                                   |                                              |                          |
|    | 岡野敬三郎 |      |                 | 武蔵野音楽大学                    | 中央音楽隊付幹部                             | 中部方面音楽隊副隊長     |
|    | 井田康男   |      | 1988.3 - 1992.7 | 84I                               | 中部方面音楽隊音楽班長                       | 第2音楽隊長              |
|    | 宍戸 隆    |      | 1999 - 2002     | 92I                               | 東北方面音楽隊音楽班長                       | 中央音楽隊人事班長       |
| 15 | 森上芳郎   |      | - 2007.3        |                                   |                                              | 中部方面音楽隊副隊長     |
| 16 | 中井嘉昭   |      | 2007.3 - 2010.3 |                                   | 第13音楽隊長                                 | 中部方面音楽隊副隊長     |
| 17 | 佐藤文俊   |      | 2010.3 - 2014.3 | 神戸大学発達科学部・05U           | 中部方面音楽隊音楽班長                       | 中央音楽隊               |
| 18 | 阿部 亮    |      | 2014.3 - 2015.8 | I6                                | 東北方面音楽隊副隊長                         | 中央音楽隊企画科総務班長 |
| 19 | 小牧 正    | 2尉  | 2015.8-2016.7   |                                   | 第15音楽隊長                                 | 中央音楽隊               |
| 20 | 渡部栄司   | 1尉  | 2016.8-2018.7   | 89I                               | 西部方面音楽隊副隊長                         | 松山駐屯地業務隊（退官） |
| 21 | 八巻昌広   | 1尉  | 2018.8-2021.3   | 12Ｉ 着任時２尉。途中１尉に昇進。 | 中部方面音楽隊音楽班長                       |                          |
| 22 | 今井裕樹   | 1尉  | 2021.3-2024.3   | 広島大学教育学部・07I             | 内部部局防衛政策局国際政策課能力構築支援室員 | 中央音楽隊               |
| 23 | 川良匠     | 1尉  | 2024.3-         |                                   |                                              |                          |

### 第4音楽隊
第4音楽隊（だいよんおんがくたい）は、陸上自衛隊福岡駐屯地（福岡県春日市）に駐屯する第4師団直轄の音楽科部隊である。
- 概要　　：福岡県・佐賀県・長崎県・大分県の北部九州4県を演奏担当区域としている。
- 改編部隊：第4師団音楽隊
- 創設　　：1975年（昭和50年）8月1日
- 編成地　：福岡駐屯地
- 隊旗　　：桜色の中隊旗（乙）（音楽科の旗の色は2010年（平成22年）4月以降）
- 部隊表示：4音
- 上級部隊：第4師団

| 代 | 氏名       | 階級 | 在任期間       | 出身校・期 | 前職                   | 後職                 |
| -- | ---------- | ---- | -------------- | ---------- | ---------------------- | -------------------- |
| 1  | 落合四郎   | 2尉  | 1956.4 -1960.3 |            |                        |                      |
| 2  | 青木進     | 2尉  | 1960.3 -1964.3 |            |                        | 中央音楽隊           |
| 3  | 志記久男   | 1尉  | 1964.3 -1968.3 |            |                        | 中央音楽隊           |
| 4  | 井野川幸雄 | 1尉  | 1968.3 -1970.8 |            |                        | 東北方面音楽隊       |
| 5  | 佐藤稔     | 2尉  | 1970.8 -1974.8 |            |                        | 富士学校音楽隊       |
| 6  | 平山孝也   | 2尉  | 1974.8 -1978.3 |            |                        | 東部方面音楽隊       |
| 7  | 来海滋     | 1尉  | 1978.3 -1983.3 |            |                        | 第6音楽隊長          |
| 8  | 樋口謙三   | 1尉  | 1983.3 -1987.3 |            |                        | 中央音楽隊教育科     |
| 9  | 吉永雅弘   | 1尉  | 1987.3 -1990.3 |            |                        | 中央音楽隊           |
| 10 | 柳田明     | 1尉  | 1990.3 -1992.8 |            |                        | 中央音楽隊           |
| 11 | 佐藤讓     | 1尉  | 1992.8 -1996.8 |            |                        | 中央音楽隊           |
| 12 | 栗原剛     | 1尉  | 1996.8 -1999.3 |            |                        | 中央音楽隊           |
| 13 | 水谷靖巳   | 1尉  | 1999.3 -2003.8 |            |                        | 西部方面音楽隊副隊長 |
| 14 | 村上康弘   | 1尉  | 2003.8 -2006.8 |            |                        | 第12音楽隊長         |
| 15 | 星野英裕   | 1尉  | 2006.8 -2009.8 | 90I        | 東北方面音楽隊副隊長   | 東部方面音楽隊副隊長 |
| 16 | 森本陽三   | 1尉  | 2009.8 -2013.3 | 05I        | 西部方面音楽隊音楽班長 | 第6音楽隊長          |
| 17 | 鈴木 聡    | 1尉  | 2013.3 -2015.8 | 07I        |                        | 中央音楽隊           |
| 18 | 入江和也   | 2尉  | 2015.8 -2019.3 | 08C        | 西部方面音楽隊音楽班長 | 中央音楽隊           |
| 19 | 蓑毛勝熊   | 3佐  | 2019.3 -2021.3 | 03I        | 中央音楽隊             | 中央音楽隊           |
| 20 | 大志田真澄 | 2尉  | 2021.3 -2023.3 |            | 第2音楽隊長            | 中央音楽隊           |
| 21 | 林田広記   | 2尉  | 2023.3 -2025.3 |            | 第15音楽隊長           | 中央音楽隊           |
| 22 | 松田拓也   | 1尉  | 2025.3 -       |            | 中央音楽隊             |                      |

### 第5音楽隊
第5音楽隊（だいごおんがくたい）は、陸上自衛隊帯広駐屯地（北海道帯広市）に駐屯する第5旅団隷下の音楽科部隊である。
- 概要　　：福岡県・佐賀県・長崎県・大分県の北部九州4県を演奏担当区域としている。
- 改編部隊：第5音楽隊（第5師団直轄）
- 創設　　：2004年（平成16年）3月29日
- 編成地　：帯広駐屯地
- 隊旗　　：桜色の中隊旗（乙）（音楽科の旗の色は2010年（平成22年）4月以降）
- 部隊表示：5音
- 上級部隊：第5旅団

| 代 | 氏名       | 階級 | 在任期間              | 出身校・期            | 前職                   | 後職                 |
| -- | ---------- | ---- | --------------------- | --------------------- | ---------------------- | -------------------- |
| 11 | 藤倉幸彦   |      |                       |                       |                        |                      |
| 12 | 葛本二三雄 |      |                       |                       |                        |                      |
| 13 | 山本 洋    |      |                       |                       |                        |                      |
| 14 | 柳田 明    |      |                       |                       |                        |                      |
| 15 | 松田寛史   |      |                       | 作陽音楽大学中退・00I | 東北方面音楽隊音楽班長 | 西部方面音楽隊副隊長 |
| 16 | 小林崇浩   | 1尉  | 2010.3.23 - 2014.3.22 | 武蔵野音楽大学05U     | 第6音楽隊長副隊長      |                      |
| 17 | 鍋澤勇雄   | 2尉  | 2014.3.23 - 2017.3.22 | 06C                   | 第5音楽隊副隊長        | 北部方面音楽隊副隊長 |
| 18 | 山田博之   | 2尉  | 2017.3.23 - 2019.7.31 | 09C                   | 第9音楽隊長            | 中央音楽隊教育科     |
| 19 | 櫛引孝雄   | 2尉  | 2019.8.1 - 2022.7.31  | 14C                   | 東部方面音楽隊音楽班長 | 第９音楽隊長         |
| 20 | 吉田年成   | 1尉  | 2022.8.1- 2025.3.16   | 北海学園大学・16I     | 中央音楽隊演奏科       |                      |
| 21 | 武藤彬史   | 2尉  | 2025.3.17 -           |                       |                        |                      |

### 第6音楽隊
第6音楽隊（だいろくおんがくたい）は、陸上自衛隊神町駐屯地（山形県東根市）に駐屯する第6師団隷下の音楽科部隊である。
- 概要　　：1954年（昭和29年）に保安隊第6管区音楽隊として発足し、1962年（昭和37年）に第6師団音楽隊、さらに1975年（昭和50年）に現名称となり現在に至る。山形県・秋田県・宮城県・福島県の4県にわたる広報活動のほか、各種行事にも積極的に参加している。
- 改編部隊：第6師団音楽隊
- 創設　　：1975年（昭和50年）8月1日
- 編成地　：神町駐屯地
- 隊旗　　：桜色の中隊旗（乙）（音楽科の旗の色は2010年（平成22年）4月以降）
- 部隊表示：6音
- 上級部隊：第6師団

| 代 | 氏名     | 階級 | 在任期間         | 出身校・期   | 前職                                 | 後職                     |
| -- | -------- | ---- | ---------------- | ------------ | ------------------------------------ | ------------------------ |
|    | 戸田正久 |      |                  |              |                                      |                          |
| 13 | 斎藤七雄 |      |                  |              |                                      |                          |
| 14 | 藤倉幸彦 |      |                  |              |                                      |                          |
| 15 | 水木勝行 |      |                  |              |                                      |                          |
| 16 | 冶部恒善 |      | 2008.3.26-2010.3 |              |                                      |                          |
| 17 | 山下 顕  |      | 2010.8-2013.3    | 東邦音楽大学 | 北部方面音楽隊音楽班長兼運用訓練幹部 | 中央音楽隊企画課人事班長 |
| 18 | 森本陽三 |      | 2013.3-2015.8    | 05I          | 第4音楽隊長                          | 東部方面音楽隊副隊長     |
| 19 | 菅原信秀 | 1尉  | 2015.8-2018.3.23 |              | 東部方面音楽隊副隊長                 | 東北方面音楽隊副隊長     |
| 20 | 松田寛史 | 1尉  | 2018.3.23-2020.3 | 00I          | 中央音楽隊管理班長                   |                          |
| 21 | 濱中則昭 | 2尉  | 2020.3-2023.3    | 16C          | 東部方面音楽隊音楽班長               | 退職                     |
| 22 | 石村俊之 | 1尉  | 2023.3           | 11C          | 中央音楽隊演奏班長                   |                          |

### 第7音楽隊
第7音楽隊（だいななおんがくたい）は、陸上自衛隊東千歳駐屯地（北海道千歳市）に駐屯する第7師団隷下の音楽科部隊である。
- 概要　　：1959年（昭和34年）5月に発足した「第7混成団音楽隊」がその起源である。1962年（昭和37年）1月には東千歳駐屯地に移駐し、同年8月には第7師団音楽隊に改称された。その後、1971年（昭和46年）1月には日本国で開かれた初の冬季オリンピックである札幌オリンピックを支援した。1975年（昭和50年）8月には、「第7音楽隊」が編成完結した。1993年（平成5年）4月には、UNTAC第2次カンボジア派遣にも隊員を派遣した。2000年（平成12年）3月には、有珠山噴火災害派遣に際して隊員を派遣した。現在、第7師団管内の胆振・日高および南空知地方を中心とした広範な地域で演奏活動を行っている。

- 改編部隊：第７師団音楽隊
- 創設　　：1975年（昭和50年）8月1日
- 編成地　：東千歳駐屯地
- 隊旗　　：桜色の中隊旗（乙）（音楽科の旗の色は2010年（平成22年）4月以降）
- 部隊表示：7音
- 上級部隊：第7師団

| 代 | 氏名       | 階級科 | 在任期間         | 出身校・期     | 前職                 | 後職                 |
| -- | ---------- | ------ | ---------------- | -------------- | -------------------- | -------------------- |
|    | 菅原 茂    | 1尉    | 1980 -1984       | 武蔵野音楽大学 | 第12音楽隊副隊長     | 東部方面音楽隊副隊長 |
| 14 | 菅原信秀   |        |                  |                |                      |                      |
| 15 | 葛本二三雄 |        |                  |                |                      |                      |
| 16 | 村田 茂    |        |                  |                |                      |                      |
| 17 | 阿部 亮    |        |                  |                |                      |                      |
| 18 | 竹原和男   | 1尉    |                  |                |                      |                      |
| 19 | 佐々木博史 | 2尉    | 2015.8-2018.3.23 | 11I            |                      | 中央音楽隊           |
| 20 | 鍋澤勇雄   | 1尉    | 2018.3.23-2020.8 | 06C            | 北部方面音楽隊副隊長 | 定年退官             |
| 21 | 平林 誠    | 2尉    | 2020.8-2023.3    |                | 中央音楽隊教育科教官 |                      |
| 22 | 遠藤 敬    | 1尉    | 2023.3           |                |                      |                      |

### 第8音楽隊
第8音楽隊（だいはちおんがくたい）は、陸上自衛隊北熊本駐屯地（熊本県熊本市）に駐屯する第8師団隷下の音楽科部隊である。
- 概要　　：南部九州を演奏担当区域としている。
- 改編部隊：第8師団音楽隊
- 創設　　：1975年（昭和50年）8月1日
- 編成地　：北熊本駐屯地
- 隊旗　　：桜色の中隊旗（乙）（音楽科の旗の色は2010年（平成22年）4月以降）
- 部隊表示：8音
- 上級部隊：第8師団

| 代 | 氏名     | 階級 | 在任期間             | 出身校・期 | 前職                   | 後職                     |
| -- | -------- | ---- | -------------------- | ---------- | ---------------------- | ------------------------ |
| 18 | 竹原和男 |      |                      |            |                        |                          |
| 19 | 稲積英典 |      | 2009-2013            | 01I        | 第８音楽隊長           | 中央音楽隊教育科教務班長 |
| 20 | 蓑毛勝熊 | 1尉  | 2015.8.1 - 2017.3.22 | 03I        | 第9音楽隊長            | 中央音楽隊               |
| 21 | 森本陽三 | 1尉  | 2017.3.23 -          | 05I        | 東部方面音楽隊副隊長   |                          |
| 22 | 川良 匠  | 1尉  | 2020.8 -             |            | 中部方面音楽隊音楽班長 |                          |
| 23 | 原口浩文 | 2尉  |                      |            |                        |                          |

### 第9音楽隊
第9音楽隊（だいきゅうおんがくたい）は、陸上自衛隊青森駐屯地（青森県青森市）に駐屯する第9師団隷下の音楽科部隊である。
- 概要　　：長年、青森県・岩手県において広報活動を行ってきたが、1997年（平成9年）3月からは秋田県も担当区域に加わった。
なお、青森県には同隊の他にも海上自衛隊大湊音楽隊（むつ市）、航空自衛隊北部航空音楽隊（三沢市）がそれぞれ駐屯しており、東京都以外で唯一、三自衛隊の音楽隊が揃っている。
- 改編部隊：第9師団音楽隊
- 創設　　：1975年（昭和50年）8月1日
- 編成地　：青森駐屯地
- 隊旗　　：桜色の中隊旗（乙）（音楽科の旗の色は2010年（平成22年）4月以降）
- 部隊表示：9音
- 上級部隊：第9師団

| 代 | 氏名       | 階級 | 在任期間        | 出身校・期 | 前職                         | 後職         |
| -- | ---------- | ---- | --------------- | ---------- | ---------------------------- | ------------ |
|    | 井田康男   |      | 1996.8 - 1999.7 | 84I        | 第2音楽隊長                  | 中央音楽隊   |
| 14 | 阿部 亮    | 1尉  |                 | 96I        | 中央音楽隊企画科研究幹部     | 第７音楽隊長 |
| 15 | 蓑毛勝熊   | 1尉  |                 | 03I        |                              | 第８音楽隊長 |
| 16 | 小川浩英   | 1尉  |                 | 97I        |                              |              |
| 17 | 山田博之   | 2尉  |                 |            |                              |              |
| 18 | 齋藤 了    | 2尉  | 2017.3.23 -     | 12C        | 中央音楽隊教官               |              |
| 19 | 佐々木博史 | 1尉  | 2020.3-2022.7   | 11I        | 中央音楽隊付（東京藝大研修） | 中央音楽隊   |
| 20 | 櫛引孝雄   | 2尉  | 2022.8.1        | 14C        | 第５音楽隊長                 |              |

### 第10音楽隊
第10音楽隊（だいじゅうおんがくたい）は、陸上自衛隊守山駐屯地（愛知県名古屋市守山区）に駐屯する第10師団隷下の音楽科部隊である。
- 概要　　：10師団管内の東海・北陸地域を主に、年間100回以上の演奏活動を行っている。
- 改編部隊：第10師団音楽隊
- 創設　　：1975年（昭和50年）8月1日
- 編成地　：守山駐屯地
- 隊旗　　：桜色の中隊旗（乙）（音楽科の旗の色は2010年（平成22年）4月以降）
- 部隊表示：10音
- 上級部隊：第10師団

| 代 | 氏名       | 階級 | 在任期間          | 出身校・期                  | 前職                     | 後職                     |
| -- | ---------- | ---- | ----------------- | --------------------------- | ------------------------ | ------------------------ |
|    | 兒玉 周    |      |                   |                             |                          |                          |
|    | 田村 守    |      | 1992 - 1995       | 86I                         | 第2混成団音楽隊長        | 中央音楽隊演奏幹部       |
|    | 神山直三   |      | 1998.3-1999.8     | 幹候64期                    | 中央音楽隊               | 中央音楽隊               |
|    | 戸田正久   |      |                   |                             |                          |                          |
| 16 | 伊藤 弘    |      | 2002.8-2006.3     | 80I                         | 中央音楽隊               |                          |
| 17 | 伊東札記   |      | 2006.3 - 2009.3   | 00I                         | 西部方面音楽隊音楽班長   | 中央音楽隊教育科教務班長 |
| 18 | 小川浩英   | 1尉  | 2009.3.23 -2011.8 | 97I                         | 中央音楽隊               |                          |
| 19 | 今井裕樹   | 1尉  | 2011.8 -2013.8    | 広島大学教育学部・07I       | 東部方面音楽隊音楽班長   | 第13音楽隊長             |
| 20 | 松田寛史   | 1尉  | 2013.8 -2016.8    | 作陽音楽大学中退・00I       | 西部方面音楽隊副隊長     | 中央音楽隊               |
| 21 | 稲積英典   | 3佐  | 2016.8 ‐2018.7    | 着任時1尉。途中3佐昇任・01I | 中央音楽隊教育科教務班長 | 中央音楽隊               |
| 22 | 吉川康浩   | 2尉  |                   | 11C                         | 第２音楽隊長             | 第11音楽隊長             |
| 23 | 加藤久仁明 | 1尉  |                   | 11Ｉ                        | 中央音楽隊               | 中央音楽隊               |
| 24 | 山田牧人   | 1尉  | 2022.3- 2025.3    | 中部大学・13I               | 中央音楽隊               | 中央音楽隊               |
| 25 | 岡 勇志    | 2尉  | 2025.3.17 -       |                             | 北部方面音楽隊           |                          |

### 第11音楽隊
第11音楽隊（だいじゅういちおんがくたい）は、陸上自衛隊真駒内駐屯地（北海道札幌市）に駐屯する第11旅団隷下の音楽科部隊である。
- 概要　　：演奏担当区域としている。
- 改編部隊：第11音楽隊（第11師団直轄）
- 創設　　：2008年（平成20年）3月26日
- 編成地　：真駒内駐屯地
- 隊旗　　：桜色の中隊旗（乙）（音楽科の旗の色は2010年（平成22年）4月以降）
- 部隊表示：11音
- 上級部隊：第11旅団

| 代 | 氏名     | 階級 | 在任期間                | 出身校・期          | 前職                     | 後職                 |
| -- | -------- | ---- | ----------------------- | ------------------- | ------------------------ | -------------------- |
|    | 神山直三 |      | 1987.3 - 1992.3         | 幹候64期            | 東部方面音楽隊           | 中央音楽隊           |
| 12 | 田村 守  |      | 1998 - 2002             | 86I                 | 中央音楽隊演奏幹部       | 北部方面音楽隊副隊長 |
| 13 | 竹原和男 |      |                         |                     |                          |                      |
| 14 | 宍戸 隆  |      | 2005 - 2009.3           | 92I                 | 中央音楽隊人事班長       | 第14音楽隊長         |
| 15 | 藤倉幸彦 |      | 2009.3 - 2009.10        |                     |                          | 在任中に逝去         |
| 16 | 菅原信秀 | 1尉  | 2009.10.26 - 2012.08.01 |                     | 北部方面音楽隊副隊長     | 第2音楽隊長          |
| 17 | 北川裕二 | 2尉  | 2012.8.1-2015.3         |                     | 北部方面音楽隊訓練幹部   | 退職                 |
| 18 | 山下 顕  | 1尉  | 2015.3-2018.3.23        | 東邦音楽大学・05I   | 中央音楽隊企画課人事班長 | 第15音楽隊長         |
| 19 | 石村俊之 | 1尉  | 2018.3.23-2020.3        | 10C                 | 第15音楽隊長             | 第13音楽隊長         |
| 20 | 吉川康浩 | 2尉  | 2020.3.23-2022.7.31     | 11Ⅽ                 | 第１０音楽隊長           | 退職                 |
| 21 | 持丸周子 | 1尉  | 2022.8.1- 2025.3.16     | 武蔵野音楽大学・16U | 東部方面音楽隊音楽班長   | 中央音楽隊           |
| 22 | 河田高宏 | 2尉  | 2025.3.17-              |                     | 東部方面音楽隊音楽班長   |                      |

### 第12音楽隊

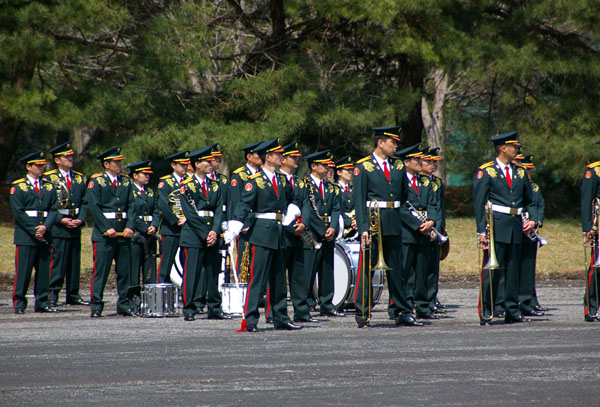
第12音楽隊（2007年4月）

第12音楽隊（だいじゅうにおんがくたい）は、陸上自衛隊相馬原駐屯地（群馬県榛東村）に駐屯する第12旅団隷下の音楽科部隊である。
- 概要　　：1975年（昭和50年）に発足した。以来、群馬県・栃木県・長野県・新潟県という九州地方とほぼ同じ規模の広範囲を担当地域としている。地域に密着した広報活動はもとより、担当区域外の東京・埼玉・神奈川・山梨等でも広報活動を行っている。1都10県の陸海空音楽隊が対応できない広報を最終的に請け負う音楽隊のため、演奏数はもとより、移動距離・時間は他の音楽隊の群を抜いている忙しい音楽隊である。ここ数年では、平成16年の新潟県中越地震、2007年（平成19年）の中越沖地震において、現地避難所へ慰問演奏のため派遣されているが、上級部隊である東部方面音楽隊などの各音楽隊がマスコミの多く集まる大きな避難所での慰問演奏を実施し注目される中、それをよそに被災状況が著しく、マスコミも逆に皆無で移動困難な地域の小さな各避難所や老人ホームを朝から晩まで巡回演奏を地道に実施していたのは、この音楽隊である。2006年（平成18年）の第10次イラク復興支援群へも要員を派遣していた。日本唯一の空中機動力を高めた旅団の音楽隊であり、音楽隊員は音楽演奏以外にもヘリコプター又は、高所からロープを使って降下するリペリング能力を有している。
- 改編部隊：第12音楽隊（第12師団直轄）
- 創設　　：2001年（平成13年）3月27日
- 編成地　：相馬原駐屯地
- 隊旗　　：桜色の中隊旗（乙）（音楽科の旗の色は2010年（平成22年）4月以降）
- 部隊表示：12音
- 上級部隊：第12旅団

| 代 | 氏名       | 階級 | 在任期間         | 出身校・期 | 前職                   | 後職                 |
| -- | ---------- | ---- | ---------------- | ---------- | ---------------------- | -------------------- |
| 14 | 村上康広   |      |                  |            |                        |                      |
| 15 | 神山直三   |      | 2010.3 -         | 幹候64期   | 中央音楽隊             |                      |
| 16 | 阿部安誌雄 | 1尉  | 2011.8 -         |            | 中央音楽隊管理班長     | 中央音楽隊           |
| 17 | 渡辺 寛    | 2尉  | 2014.8-2018.8    |            | 東部方面音楽隊音楽班長 | 退職                 |
| 18 | 原口浩文   | 2尉  | 2018.8.1 -2021.3 | 14C        | 中央音楽隊             | 中央音楽隊教育科教官 |
| 19 | 山田博之   | 2尉  | 2021.3-          | 09C        | 中央音楽隊教育科教官   |                      |
| 20 | 富田淳子   | 1尉  |                  |            |                        |                      |

### 第13音楽隊
第13音楽隊（だいじゅうさんおんがくたい）は、陸上自衛隊海田市駐屯地（広島県安芸郡海田町）に駐屯する第13旅団隷下の音楽科部隊である。
- 概要　　：第13音楽隊は1962年（昭和37年）1月18日、第13師団創設に伴い、第8普通科連隊所属の「第13師団音楽隊」として創設された。同年11月13日より第13師団司令部付隊に所属、1966年（昭和41年）4月7日より第13施設大隊本部管理中隊所属を経て、1975年（昭和50年）8月1日、師団直轄の「第13音楽隊」として新編され、1999年（平成11年）3月29日、旅団改編により現在の編成となる。第13音楽隊は隊員の士気100回に及ぶ演奏活動を実施しており、特に部外活動においては演奏会の他、学生を主体として演奏指導を実施する等、国民と自衛隊とをつなぐ広報の第一線部隊として日々活動している[51]。
- 改編部隊：第13音楽隊（第13師団直轄）
- 創設　　：1999年（平成11年）3月29日
- 編成地　：海田市駐屯地
- 隊旗　　：桜色の中隊旗（乙）（音楽科の旗の色は2010年（平成22年）4月以降）
- 部隊表示：13音
- 上級部隊：第13旅団

| 代 | 氏名       | 階級 | 在任期間         | 出身校・期            | 前職                   | 後職                 |
| -- | ---------- | ---- | ---------------- | --------------------- | ---------------------- | -------------------- |
| 5  | 船山紘良   |      | - 1976.2         | 武蔵野音楽大学        | 自衛隊入隊             | 東部方面音楽隊長     |
| 7  | 田尻達仁   |      |                  |                       |                        |                      |
| 13 | 中井嘉昭   |      | - 2007.3         |                       |                        | 第3音楽隊長          |
| 14 | 藤後誠二   |      | 2007.8 - 2009.3  | 福岡大学・89I         | 中部方面音楽隊副隊長   | 中央音楽隊総務班長   |
| 15 | 渡部栄司   |      | 2009.3 -         | 89I                   |                        | 西部方面音楽隊副隊長 |
| 16 | 今井裕樹   | 1尉  |                  | 広島大学教育学部・07I | 第10音楽隊長           | 中央音楽隊           |
| 17 | 加藤久仁明 | 2尉  | 2016.3-2018.3.23 | 11I                   | 東部方面音楽隊音楽班長 | 中央音楽隊           |
| 18 | 鈴木 聡    | 1尉  | 2018.3.23-2020.3 | 07I                   | 中央音楽隊             |                      |
| 19 | 石村俊之   |      | 2020.3-          | 10ｃ                  | 第１１音楽隊長         |                      |
| 20 | 米田陽紀   | 2尉  | 2024.3.17-       |                       | 中央音楽隊             |                      |

### 第14音楽隊
第14音楽隊（だいじゅうよんおんがくたい）は、陸上自衛隊善通寺駐屯地（香川県善通寺市）に駐屯する第14旅団隷下の音楽科部隊である。
- 概要　　：1981年（昭和56年）3月の第2混成団創設と同時に発足した第2混成団音楽隊を起源とし、第2混成団が第14旅団に改編されたことに伴い、第14音楽隊となった。四国における唯一の自衛隊音楽隊である。
- 改編部隊：第2混成団音楽隊
- 創設　　：2006年（平成18年）3月27日
- 編成地　：善通寺駐屯地
- 隊旗　　：桜色の中隊旗（乙）（音楽科の旗の色は2010年（平成22年）4月以降）
- 部隊表示：14音
- 上級部隊：第14旅団

| 代                | 氏名       | 階級 | 在任期間             | 出身校・期              | 前職                     | 後職                 |
| ----------------- | ---------- | ---- | -------------------- | ----------------------- | ------------------------ | -------------------- |
| 第2混成団音楽隊長 |            |      |                      |                         |                          |                      |
|                   | 武田 晃    |      |                      | 武蔵野音楽大学          | 中央音楽隊教育科         | 第1音楽隊長          |
|                   | 田村 守    |      | 1990 - 1992          | 86I                     | 北部方面音楽隊音楽班長   | 第10音楽隊長         |
|                   | 柳田 明    |      |                      |                         |                          |                      |
|                   | 志賀 亨    |      | 1995 -               | 武蔵野音楽大学・90U     | 中央音楽隊               | 中央音楽隊           |
|                   | 藤後誠二   |      | 1998 - 2002          | 福岡大学・89I           |                          | 第２音楽隊長         |
|                   | 森 良司    |      |                      | 93I                     | 富士学校音楽隊長         | 西部方面音楽隊副隊長 |
| 末                | 酒井伊知郎 | 1尉  | 2004 - 2006.3.26     | 東京芸術大学大学院・96U | 北部方面音楽隊音楽班長   | 第14音楽隊長         |
| 第14音楽隊長      |            |      |                      |                         |                          |                      |
| 1                 | 酒井伊知郎 | 3佐  | 2006.3.27 - 2007.3   | 東京芸術大学大学院・96U | 第2混成団音楽隊長        | 中央音楽隊演奏班長   |
| 2                 | 神山直三   | 1尉  | 2007.3 - 2009.3      | 幹候64期                | 東部方面音楽隊副隊長     | 中央音楽隊           |
| 3                 | 宍戸 隆    | 1尉  | 2009.3 - 2012.8      | 92I                     | 第11音楽隊長             | 東部方面音楽隊副隊長 |
| 4                 | 守屋陽介   | 1尉  | 2012.8 - 2015.7.31   | 東京芸術大学・08U       |                          | 東北方面音楽隊副隊長 |
| 5                 | 奥津 猛    | 1尉  | 2015.8.1 - 2018.3.22 | 国立音楽大学・11U       | 中部方面音楽隊音楽班長   | 中央音楽隊           |
| 6                 | 富田淳子   | 1尉  | 2018.3.23 - 2021.3   | 愛媛大学教育学部・02I   | 中央音楽隊教育科教務班長 | 中央音楽隊           |
| 7                 | 中福島昭洋 | 2尉  | 2021.3 - 2024.3      | 17C                     | 中央音楽隊教育科教官     | 第1音楽隊長          |
| 8                 | 平林 誠    | 1尉  | 2024.3 -             |                         | 中央音楽隊               |                      |

### 第15音楽隊

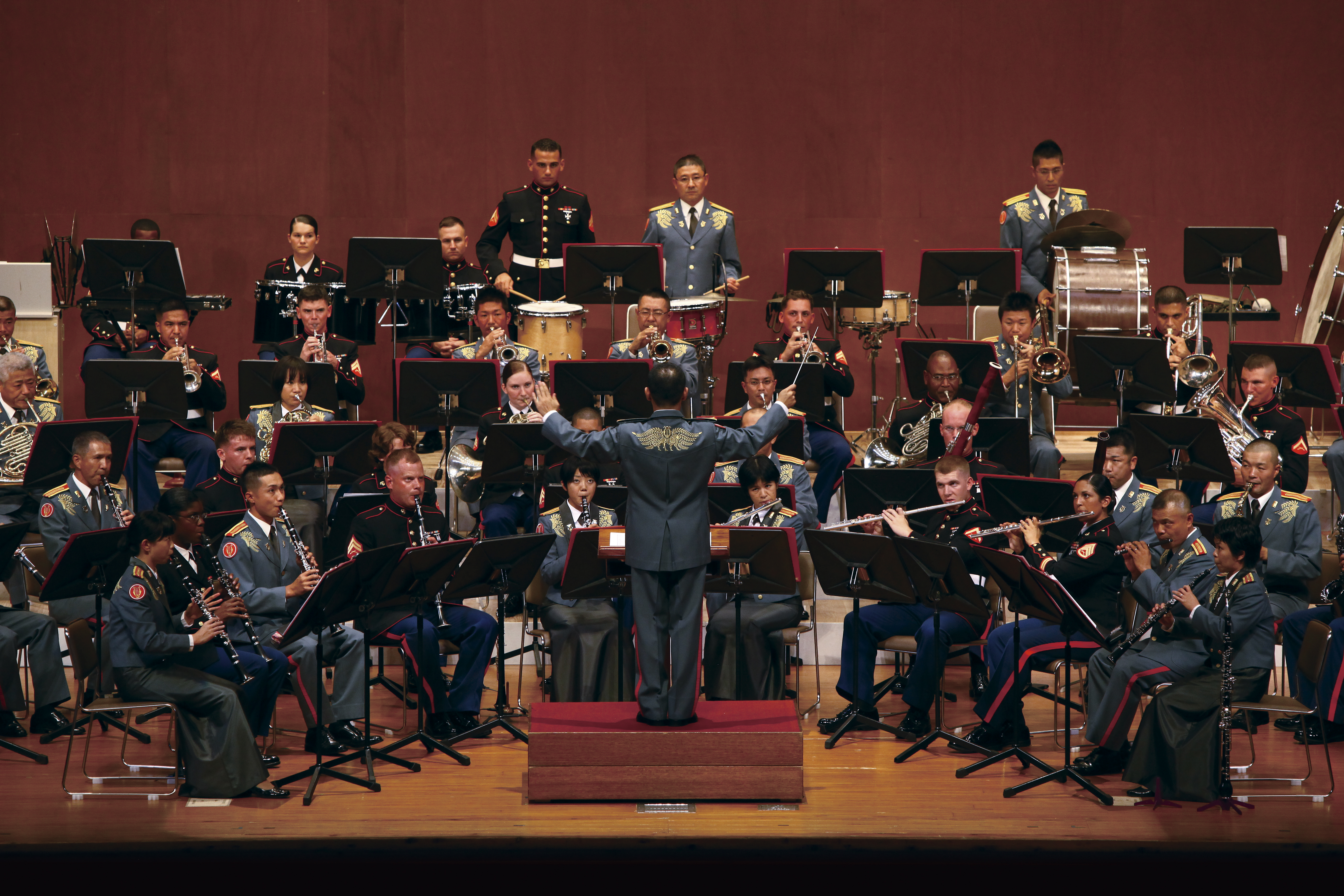
2010年9月、第15音楽隊とアメリカ海兵隊第3海兵遠征軍軍楽隊のジョイント・コンサート

第15音楽隊（だいじゅうごおんがくたい）は、陸上自衛隊那覇駐屯地（沖縄県那覇市）に駐屯する第15旅団隷下の音楽科部隊である。
- 概要　　：沖縄本島および島嶼部の巡回演奏を精力的に行い、ステージ演奏やマーチングの他、コンボ編成による軽音楽など、さまざまなスタイルで演奏活動を行っている。各種行事・イベントへの参加の他、在沖縄県アメリカ合衆国海兵隊軍楽隊とのジョイント・コンサートなども行っている。
- 改編部隊：第1混成団音楽隊
- 創設　　：2010年（平成22年）3月26日
- 編成地　：那覇駐屯地
- 隊旗　　：桜色の中隊旗（乙）（音楽科の旗の色は2010年（平成22年）4月以降）
- 部隊表示：15音
- 上級部隊：第15旅団

| 代                | 氏名       | 階級 | 在任期間                | 出身校・期              | 前職                                 | 後職         |
| ----------------- | ---------- | ---- | ----------------------- | ----------------------- | ------------------------------------ | ------------ |
| 第1混成団音楽隊長 |            |      |                         |                         |                                      |              |
| 1                 | 河野 健    |      | 1972.03.01 - 1974.03.15 |                         |                                      |              |
| 2                 | 野中図洋和 |      | 1974.03.16 - 1976.03.15 |                         |                                      |              |
| 3                 | 柳川成章   |      | 1976.03.16 - 1979.03.15 |                         |                                      |              |
| 4                 | 赤羽一男   |      | 1979.03.16 - 1982.03.15 |                         |                                      |              |
| 5                 | 田尻達仁   | 2尉  | 1982.03.16 - 1984.07.31 |                         |                                      |              |
| 6                 | 村上康広   | 2尉  | 1984.08.01 - 1987.07.31 |                         |                                      |              |
| 7                 | 栗原 剛    | 2尉  | 1987.08.01 - 1990.07.31 |                         |                                      |              |
| 8                 | 樋口孝博   |      | 1990.08.01 - 1994.03.22 | 武蔵野音楽大学・86U     |                                      |              |
| 9                 | 水谷靖巳   | 1尉  | 1994.03.23 - 1997.07.31 | 89C                     |                                      |              |
| 10                | 加藤良幸   | 2尉  | 1997.08.01 - 2001.03.22 | 92I                     |                                      |              |
| 11                | 澤野展之   | 1尉  | 2001.03.23 - 2005.03.22 | 94U                     |                                      |              |
| 12                | 小川浩英   | 1尉  | 2005.03.23 - 2007.07.31 | 97I                     | 中央音楽隊                           | 中央音楽隊   |
| 13                | 柴田昌宜   | 1尉  | 2007.08.01 - 2010.03.25 | 大阪音楽大学専攻科・03U | 東部方面音楽隊音楽班長               | 第15音楽隊長 |
| 第15音楽隊長      |            |      |                         |                         |                                      |              |
| 1                 | 柴田昌宜   | 1尉  | 2010.03.26 - 2011.04.18 | 大阪音楽大学専攻科・03U | 第1混成団音楽隊長                    | 中央音楽隊   |
| 2                 | 河野尚文   | 2尉  | 2011.04.19 - 2013.07.31 |                         | 第15音楽隊副隊長                     |              |
| 3                 | 小牧 正    | 2尉  | 2013.08.01 - 2015.07.31 |                         | 中央音楽隊                           | 第3音楽隊長  |
| 4                 | 石村俊之   | 2尉  | 2015.08.01 - 2018.03.22 | 10C                     | 北部方面音楽隊音楽班長               | 第11音楽隊長 |
| 5                 | 山下 顕    | 1尉  | 2018.03.23 - 2021.03.14 | 東邦音楽大学・05I       | 第11音楽隊長                         | 中央音楽隊   |
| 6                 | 林田広記   | 2尉  | 2021.03.15 -2023.3      |                         | 西部方面音楽隊 運用訓練幹部          | 第4音楽隊長  |
| 7                 | 永田秀憲   | 2尉  | 2023.3                  |                         | 西部方面音楽隊音楽班長兼運用訓練幹部 |              |

## 沿革
警察予備隊
- 1952年（昭和27年）：第2管区音楽隊が札幌市で発足。

保安隊
- 1952年（昭和27年）12月：第3管区総監部音楽隊を編成。
- 1953年（昭和28年）
  - 4月：第1管区音楽隊を編成。
  - 6月：第４管区音楽隊を福岡駐屯地で編成。その後、現在の熊本市・健軍駐屯地に移駐。

- 1954年（昭和29年）：

1. 第2管区音楽隊を編成。
2. 保安隊第6管区音楽隊を編成。

陸上自衛隊
- 1956年（昭和31年）4月：第4管区音楽隊を編成。
- 1957年（昭和32年）：第9混成団音楽隊を編成。
- 1959年（昭和34年）
  - 1月：第10混成団音楽隊が久居駐屯地で編成。
  - 5月：第7混成団音楽隊が真駒内駐屯地で編成。
  - 6月3日：第10混成団音楽隊が久居駐屯地から守山駐屯地に移駐。

- 1960年（昭和35年）
  - １月14日：

  1. 東部方面音楽隊が第1管区音楽隊（後の第1音楽隊）から選抜された隊員17名により練馬駐屯地で編成完結。
  2. 西部方面音楽隊が18名編成で創隊。

  - 1月：中部方面音楽隊を編成。
  - 2月：東部方面音楽隊が36名編成となる。
  - 4月：第3師団音楽隊を編成。
  - 月不明：東北方面音楽隊を編成。
- 1962年（昭和37年）
  - 1月18日：

  1. 第1管区音楽隊が第1師団音楽隊に改編（司令部付隊に所属）。
  2. 第6管区音楽隊が第6師団音楽隊に改称。
  3. 第9混成団音楽隊が第9師団音楽隊に改称。
  4. 第10混成団音楽隊が第10師団音楽隊と改称。
  5. 第11師団音楽隊が真駒内駐屯地で新編。
  6. 第13師団音楽隊が第8普通科連隊所属として創設。

  - 1月：第7混成団音楽隊が真駒内駐屯地から東千歳駐屯地に移駐。
  - 8月：第7混成団音楽隊が第7師団音楽隊に改称。
  - 11月13日：第13師団音楽隊が第13師団司令部付隊に所属。
- 1966年（昭和41年）
  - 4月2日：第10通信大隊改編。音楽隊（33名）を編入[52]。
  - 4月7日：第13師団音楽隊が第13施設大隊本部管理中隊に所属。
- 1972年（昭和47年）
  - 3月：臨時第1混成群音楽隊が北熊本駐屯地において発足、本部管理中隊に所属。
  - 10月：臨時第1混成群音楽隊が北熊本駐屯地から那覇駐屯地に移駐。
- 1973年（昭和48年）10月：臨時第1混成群音楽隊が第１混成団の編成に伴い第１混成団本部付隊に所属変更し、名称を第1混成団音楽隊に改称。

- 1975年（昭和50年）8月1日：

1. 第1音楽隊を新編（師団長直轄部隊に）。
2. 第2師団直轄の第2音楽隊に改編。
3. 第3師団直轄の第3音楽隊に改編。
4. 第4音楽隊を新編。
5. 第5師団音楽隊が第5音楽隊に改称。独立新編。
6. 第6師団音楽隊が第6音楽隊に改称。独立新編。
7. 第7師団音楽隊が第7音楽隊に改称。独立新編。
8. 第9師団音楽隊が第9音楽隊に改称。独立新編。
9. 師団音楽隊の改編により第10音楽隊として独立新編。
10. 第11師団音楽隊（真駒内駐屯地）が第11音楽隊に改称。
11. 第12師団音楽隊が第12師団直轄の第12音楽隊として新編。
12. 第13師団音楽隊が第13師団直轄の第13音楽隊として新編。

- 1976年（昭和51年）2月：第1音楽隊が第1回定期演奏会を開催する。
- 1981年（昭和56年）3月：第2混成団の新編に伴い第2混成団音楽隊が善通寺駐屯地に新編。
- 1996年（平成8年）3月：第1混成団音楽隊が改編時に団付隊より独立し団直轄部隊として編成完結。
- 1999年（平成11年）3月29日：第13旅団へ改編により旅団隷下の第13音楽隊となる。
- 2006年（平成18年）3月27日：第2混成団音楽隊（善通寺駐屯地）が第14音楽隊に改称。第14旅団に隷属。

- 2010年（平成22年）3月26日、第1混成団音楽隊（那覇駐屯地）が第15音楽隊に改称。第15旅団に隷属。